# Gambia
Gambia [ˈgambi̯a] (offiziell englisch The Gambia bzw. Republic of The Gambia) ist eine Republik in Westafrika, die an den Ufern des Flusses Gambia liegt. Mit Ausnahme eines kurzen Küstenabschnittes an der Mündung des Flusses in den Atlantischen Ozean wird Gambia vollständig vom Staat Senegal umschlossen. Mit einer Gesamtfläche von ungefähr 11.000 Quadratkilometern ist das Land der kleinste Staat des afrikanischen Festlandes. Die Hauptstadt ist Banjul.

## Geographie

Gambia an der Westküste Afrikas

Gambia liegt an der Westküste des afrikanischen Kontinents und ist mit 11.295 km² dessen flächenkleinster Staat und z. B. nur halb so groß wie Hessen. Die ungefähr 740 Kilometer lange Grenze folgt auf einer Länge von etwa 480 Kilometern sowie einer Breite von zehn bis 50 Kilometern dem Verlauf des Gambia-Flusses. Abgesehen vom Küstenabschnitt ist Gambia vom zwanzigmal so großen Senegal umschlossen. Häufig wird das Land als eine Enklave bezeichnet, was aber den Zugang zum Atlantischen Ozean nicht berücksichtigt. Der ungewöhnliche Grenzverlauf Gambias wird mit der weit verbreiteten Geschichte erklärt, britische Schiffe hätten vom schiffbaren Teil des Flusses mit Kanonen nach beiden Seiten geschossen, um mit der Reichweite dieser Kanonen eine Grenzlinie gegenüber den Franzosen festzulegen. Gambia ist ein flaches Land, dessen Höhe über dem Meeresspiegel zwischen 0 m und 53 m beträgt.

### Klima

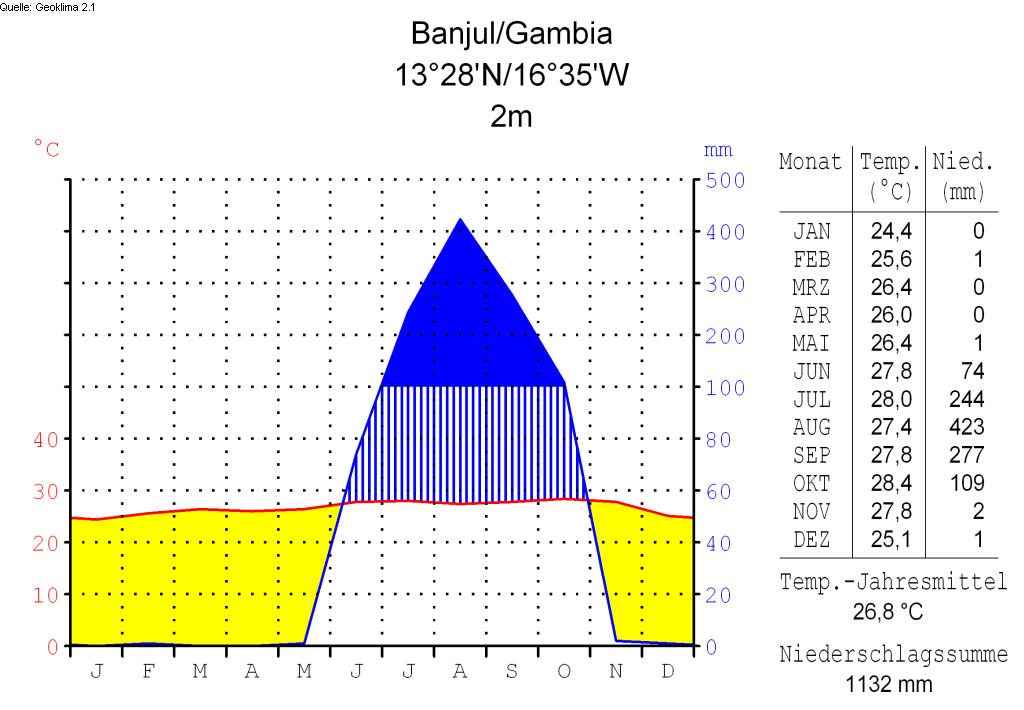
Klimadiagramm Banjul

Das Klima ist tropisch mit einer ausgeprägten Regenzeit und Trockenzeit. Die Trockenzeit dauert von November bis Mai. Sie ist beeinflusst vom trockenen Nordost-Wind aus der Sahara, genannt Harmattan. Die Durchschnittstemperaturen steigen dabei auf Werte zwischen 21 und 27 Grad Celsius an, wobei Spitzenwerte bis über 40 °C erreicht werden können. Die relative Luftfeuchtigkeit bleibt im Bereich zwischen 30 und 60 Prozent. Aufgrund der globalen Erwärmung haben in Gambia Überflutungen und Stürme in den letzten Jahren stark zugenommen.

### Gewässer
Gambia hat eine Küstenlinie von ungefähr 80 Kilometern Länge. Etwa 1300 Quadratkilometer, also 11,5 Prozent der Landesfläche, sind Wasserflächen. Davon trägt der Gambia-Fluss – einer der Hauptströme Afrikas – mit seinen Seitenarmen den Hauptanteil.

### Flora und Fauna

#### Flora
Die geographische Position des Landes, kombiniert mit den umfangreichen Feuchtgebieten, sorgt für eine große Anzahl verschiedenster Pflanzenarten. Ungefähr 530 verschiedene Pflanzenarten sind in Gambia bekannt. Der nördliche Teil des angrenzenden Senegal liegt in der Sahelzone, weiter im Süden Westafrikas schließt sich der tropische Regenwald (Guineazone) an. Die Übergangszone, in der auch Gambia liegt, nennt man Sudanzone. Feuchtsavanne ist der vorherrschende Vegetationstyp, wobei nördlich des Gambias die Vegetation spärlicher ist.
Nach der Landnutzungsstudie von 1998 waren etwa 45 Prozent der Landesfläche mit unterschiedlichen Waldtypen bedeckt. Allerdings betrug der Anteil geschlossenen Waldes („dense forest“, mit geschlossenem Kronendach) nur knapp 9 Prozent der Landesfläche, während etwa dreiviertel der Waldfläche als „Waldsavanne“ klassifiziert wurde. Weitere 32 Prozent der Landesfläche wurden als parkartige, offene Busch-Savanne bezeichnet, die meist saisonal beackert wird. Typischerweise werden bei der Umwandlung von Wald in landwirtschaftliche Fläche Einzelbäume bestimmter Baumarten auf den Feldern stehen gelassen, meist solche, die einen übergeordneten Wert haben, z. B. als Lieferant von Früchten (z. B. „Buschmango“ (Cordyla pinnata), Baobab), Medizinalprodukten (z. B. „westafrikanisches Mahagoni“ Khaya senegalensis), Viehfutter (grünes Laub während der Trockenzeit, z. B. Anabaum (Faidherbia albida)) oder technische Fasern (z. B. Rinde des Baobab für die Herstellung von Seilen). Die Waldsavanne kann man grob einteilen in eine Variante auf tiefgründigeren, besseren Böden mit höheren Niederschlägen (besonders in der West Coast Region und in der westlichen Hälfte der Lower River Region) und in eine Variante, die eher auf den flachgründigeren Plateaus mit niedrigeren Niederschlägen im Osten des Landes zu finden ist. Die häufigsten Baumarten sind Khaya senegalensis, Cordyla pinnata, Daniellia oliveri, Pterocarpus erinaceus und Prosopis africana. Auf den trockeneren Plateaus sind außerdem der rote Seidenwollbaum und Afzelia africana vertreten. Auf den besseren Standorten im Westen sind dagegen Anogeissus leiocarpa, Néré (Parkia biglobosa) und Sterculia setigera häufiger zu finden. Auf weiter Fläche ist die Waldsavanne durch Waldbrände, Überweidung und übermäßige Nutzung seit Jahrzehnten degradiert und in der Artenzusammensetzung stark verändert worden. Statt der ursprünglichen Artenvielfalt sind robuste Pionierpflanzen wie Terminalia macroptera und verschiedene Combretum-Arten vorherrschend geworden.
Über eine Strecke von gut 200 Kilometern von der Mündung landeinwärts finden sich, soweit der Einfluss des Salzwassers reicht – der sogenannten Brackwasserzone – am Ufer des Gambia dicht verschlungene Mangrovenwälder. Weiter flussaufwärts sowie an einigen der meist kurzen Frischwasserzuflüsse, die zum Teil nur in der Regenzeit Wasser führen, finden sich an den Rändern der Fließgewässer Reste von immergrünem Galeriewald. Hier wachsen außer den meisten der für die Waldsavanne genannten Baumarten auch Ebenholz, Erythrophleum guineense, Milicia regia, sowie die Äthiopische Palmyrapalme (Borassus aethiopum) und zahlreiche Lianen. Typische Beispiele von Galeriewald sind im Abuko Nature Reserve und bei dem Ort Pirang in einem kleinen staatlichen Forest Park erhalten geblieben.
Entlang des Atlantiks erstreckte sich vor der Überbauung der Küste durch hauptsächlich touristische Infrastruktur ein Streifen von Küstenwald (Coastal Woodland), der besonders durch geschlossene Bestände der Äthiopischen Palmyrapalme gekennzeichnet ist. Weiterhin sind dort Allophyllus africanus, Malacantha alnifolia mit charakteristisch unrundem Stamm und der dornige Busch Fagara zanthoxyloides häufig vertreten. Ein gut erhaltener und geschützter Rest des typischen Küstenwaldes ist bei Bijilo zu finden.
Einige in Gambia nicht heimische Baumarten werden in größerem Maße angepflanzt. Insbesondere wurden Plantagen mit der aus Südostasien stammenden Gmelina arborea angelegt, beispielsweise im Nymbai Forest Park in der West Coast Region, wo eine kleine Sägewerks-Industrie entstanden ist. Diese schnellwachsende Baumart hat sich auch gut bewährt zur Pflanzung auf Feuerschutzstreifen und zur Markierung von unterschiedlichen Besitzverhältnissen in der Waldsavanne, weshalb in Reihen gepflanzte Gmelina ziemlich augenfällig entlang von Straßen und Wegen zu sehen sind. Weitere Baumarten, die in Westafrika nicht heimisch sind, aber in Gambia aus forst- oder landwirtschaftlichen Gründen regelmäßig angepflanzt werden, sind z. B. Teakbaum (Tectona grandis), Mango (Mangifera indica), Niembaum (Azadirachta indica) und Eukalyptusarten.

#### Fauna
Großwild wie Elefanten, Löwen oder Giraffen wurde im 19. Jahrhundert und zu Beginn des 20. Jahrhunderts von den Kolonialherren und Wilderern ausgerottet. Dennoch bietet Gambia mit seinen umfangreichen Savannen- und Feuchtgebieten noch heute einer großen Anzahl von Tierarten Lebensraum.
Ungefähr 108 Säugetierarten, wie die verschiedenen kleinen Antilopenarten, sind hier heimisch, beispielsweise die Sitatungas oder die Buschböcke. Primaten sind häufig anzutreffen, darunter Guinea-Paviane und Grüne Meerkatzen, aber auch Temminck-Stummelaffen und Husarenaffen. Erfolgreich hat man die letzten Schimpansen des Landes in ein Naturreservat übersiedelt.
Bekannt ist das Land für die große Vielfalt seiner bunten Vogelwelt. Über 540 Vogelarten sind in der Fachliteratur beschrieben – ein Drittel dieser Vögel sind Zugvögel.
Einst galt der Gambia als krokodilreichster Fluss Afrikas; heute sind in freier Wildbahn nur noch selten Krokodile anzutreffen, darunter das Nilkrokodil und das Stumpfkrokodil. Zu den Echsen gehört auch der bis zu zwei Meter große Nilwaran. Selten geworden, aber gefährlicher sind die Flusspferde, von denen oberhalb von Elephant Island noch ungefähr 100 Exemplare leben.
Die geschützte Küstenlinie ist ein beliebtes Laich- und Aufwuchsgebiet für diverse Fische. Delfine sind in der Flussmündung zu beobachten.

### Umwelt und Naturschutzgebiete
Die häufigsten Naturkatastrophen, die das Land bedrohen, sind Buschfeuer, Dürren, Küstenerosion, Überschwemmungen, Sandstürme und Heuschreckenplagen.
Seit den 1970er Jahren kommt es – zusammen mit Buschbränden – zu häufigerem Auftreten von Dürrekatastrophen. Seit Mitte der 1980er Jahre treten Sandstürme, die mehr als drei Tage dauern, fast jährlich auf. In den letzten 20 Jahren sind weite Abschnitte der Küstenlinie zwischen Banjul und Tanji durch Erosion bei Sturmfluten beschädigt worden, wobei es auch zu erheblichen Verlusten an Besitztümern gekommen ist. Seit kurzem treten Überschwemmungen des Flusses jährlich auf, die in vielen Teilen des Landes Felder und Gebäude beschädigen. Im Jahr 2004 bekämpfte die gesamte westafrikanische Region eine riesige Population Heuschrecken. Die gambische Regierung rief deshalb vorsorglich den Notstand aus.
Die Erweiterung der Ackerflächen, Überweidung durch Viehwirtschaft, Buschbrände und unerlaubter Holzeinschlag hat den Waldanteil von ungefähr 70 Prozent in den 1960er Jahren auf weniger als 9 Prozent im Jahr 2000 verringert.

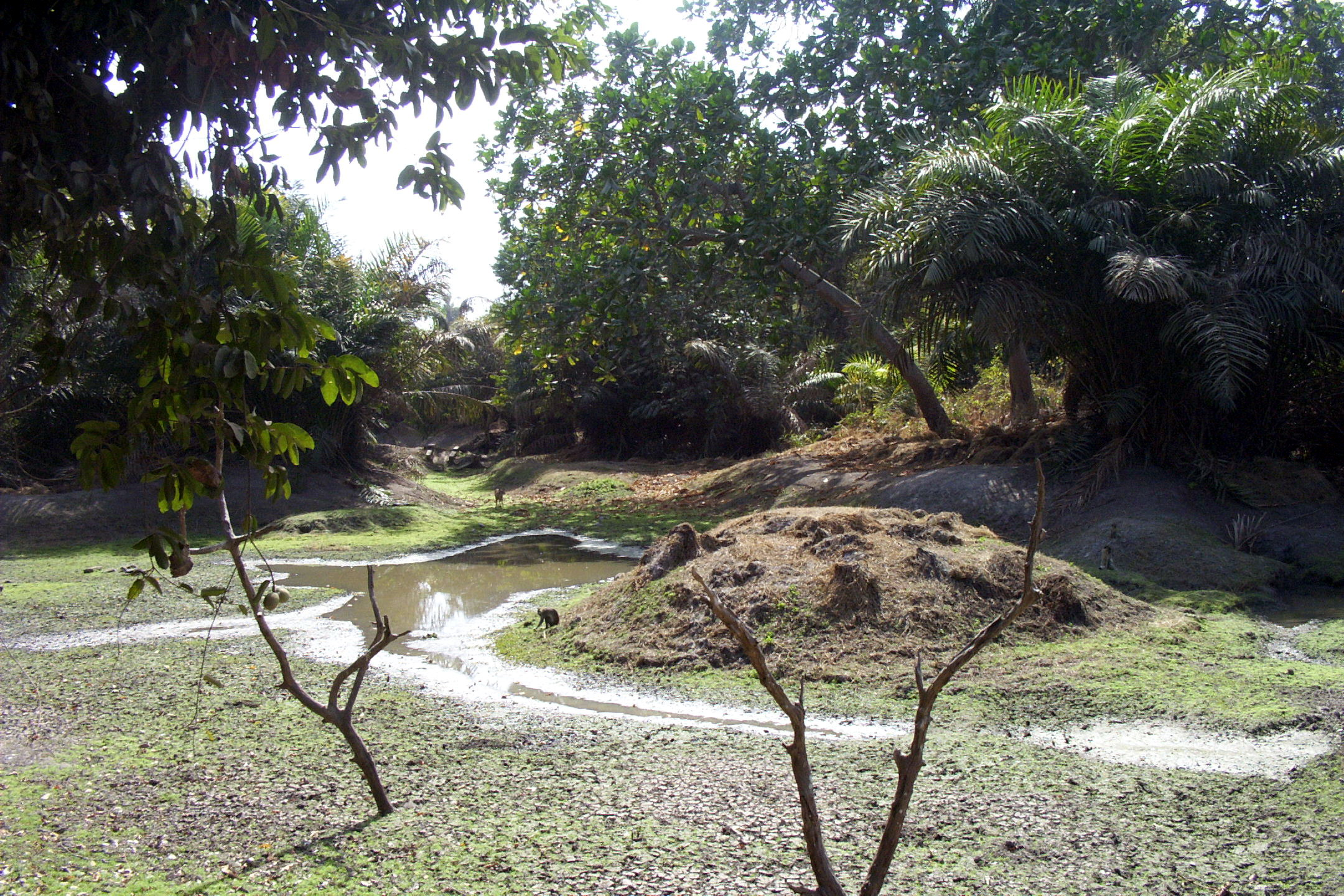
Abuko Nature Reserve

Der Abuko Nature Reserve ist das bekannteste Naturschutzgebiet in Gambia. Der 1968 eingerichtete etwa 100 Hektar große Park liegt ungefähr 20 Kilometer südlich der Kombo-St. Mary Area.

### Städte und Ortschaften
Im Jahr 2023 lebten 65 Prozent der Einwohner Gambias in Städten. Weil die Hauptstadt Banjul auf einer Insel liegt, kann sie nicht weiter expandieren. Dadurch ist Serekunda in der Kombo-St. Mary Area mit Abstand die größte Ortschaft und mit 415.962 Einwohnern das wirtschaftliche und kulturelle Zentrum des Landes.

## Bevölkerung

### Demografie
Gambia hatte 2022 2,7 Millionen Einwohner. Das jährliche Bevölkerungswachstum betrug + 2,5 %. Dieser Wert ist im Laufe der Zeit angestiegen und erreichte im Jahr 1993 den Zenit mit 3,88 Prozent. Seitdem sinkt die Wachstumsrate wieder. Zum Bevölkerungswachstum trug ein Geburtenüberschuss (Geburtenziffer: 32,7 pro 1000 Einwohner vs. Sterbeziffer: 7,1 pro 1000 Einwohner) bei. Die Anzahl der Geburten pro Frau lag 2022 statistisch bei 4,6, die der Region West- und Zentral-Afrika betrug 4,9. Der Median des Alters der Bevölkerung lag im Jahr 2021 bei 16,8 Jahren. Im Jahr 2023 waren 42,6 Prozent der Bevölkerung unter 15 Jahre, während der Anteil der über 64-Jährigen 2,4 Prozent der Bevölkerung betrug. Die Bevölkerungsstruktur zeigt den für ein Entwicklungsland typischen Aufbau, was man in der leichten Pagodenform in der Alterspyramide erkennen kann. In der Altersstruktur ist kein Ausschlag zu erkennen, der auf gesellschaftliche Veränderungen wie zum Beispiel Kriege, Katastrophen oder einen Pillenknick hindeutet.
Im Jahre 2017 waren 9,8 % der Bevölkerung im Ausland geboren. Die Gründe liegen wohl in den wirtschaftlichen Verhältnissen, die besser sind als in Guinea und Guinea-Bissau; auch aus Ghana gibt es viele Immigranten. Seit 2015 hat sich jedoch auch die Auswanderung beschleunigt; allein unter den in Italien im Jahr 2015 angekommenen Bootsflüchtlingen waren etwa 8500 Gambier.

### Bevölkerungsstruktur
Bei einer Fläche von 10.689 Quadratkilometern macht das eine Bevölkerungsdichte von 209 Einwohnern pro Quadratkilometer. Größter Ballungsraum ist die Kombo-St. Mary Area.
| \| Bevölkerungsanteile in Prozent \| Bevölkerungsanteile in Prozent \| Bevölkerungsanteile in Prozent \| Bevölkerungsanteile in Prozent \| Bevölkerungsanteile in Prozent \| \| ------------------------------ \| ------------------------------ \| ------------------------------ \| ------------------------------ \| ------------------------------ \| \| \| \| \| \| \| \| \| \| \| \| \| \| \| \| \| \| \| |                |          |  |  |
| | Anteil         | Ethnie   |  |  |
| | 39,5 %         | Mandinka |  |  |
| | 18,8 %         | Fulbe    |  |  |
| | 14,6 %         | Wolof    |  |  |
| | 10,6 %         | Diola    |  |  |
| | 8,9 %          | Serahuli |  |  |
| | 2,8 %          | Serer    |  |  |
| | 1,8 %          | Aku      |  |  |
| 0,8 % | Manjago        |          |  |  |
| 0,7 % | Bambara        |          |  |  |
| 1,5 % | andere Ethnien |          |  |  |
| Stand: 1993 |                |          |  |  |
| Bevölkerungsanteile in Prozent |                |          |  |  |
| |                |          |  |  |
| |                |          |  |  |
| |                |          |  |  |

Die größte Bevölkerungsgruppe ist die der Mandinka mit einem Anteil von fast 40 Prozent, gefolgt von den Fulbe, den Wolof, den Diola und den Serahuli, die zusammen weitere 53 Prozent der Bevölkerung ausmachen. Weniger als 8 Prozent gehören kleineren Minderheiten an.

### Sprachen
Englisch blieb nach der Unabhängigkeit vom Vereinigten Königreich 1965 offizielle Amtssprache. Der meiste Schriftverkehr wird auf Englisch abgewickelt.
Da in Gambia viele verschiedene Ethnien leben, die sich hauptsächlich durch ihre eigene Sprache definieren, sind die Gambier recht polyglott. Häufig sprechen sie mehrere Sprachen fließend oder können sich zumindest darin verständigen. Neun Sprachen sind hauptsächlich verbreitet, aber über zwanzig verschiedene Sprachen werden in dem kleinen Land gesprochen. Am weitesten verbreitet ist mit etwa 454.000 Sprechern das Mandinka aus der Gruppe der Mande-Sprachen. Topographische Bezeichnungen sind häufig in Mandinka. Das Wolof mit etwa 165.000 Sprechern hat die größte Verbreitung in Senegal und wird vor allem in der Küstenregion um Banjul und in der Kombo-St. Mary Area gesprochen. Wolof wird oft als Handels- und Geschäftssprache benutzt und diente auch in der Zeit der Konföderation Senegambia als Parlamentssprache. Das Fulfulde (oder Fulani) wird von etwa 263.000 Gambiern gesprochen. An vierter und fünfter Position folgen Soninke und Diola mit Sprecherzahlen von etwas über bzw. unter 60.000 Gambiern.

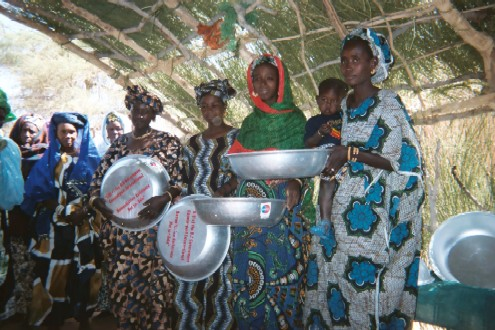
Die farbenfrohe Kleidung der Frauen

Die arabische Sprache ist eine alte Schriftsprache im Gambia-Tal. Im Zuge des Transsaharahandels kamen schon seit dem 10. Jahrhundert nordafrikanische Händler zu den westafrikanischen Herrscherhäusern. Durch die Annahme des Islam wurde die arabische Sprache, die heute als Bildungssprache und Sprache der Religion gilt, auch in die Region südlich des Maghreb verbreitet. Durch die grenznahen Kontakte mit Senegal haben viele Gambier auch fundierte Französischkenntnisse. Gambier, die Kontakt mit dem Tourismus haben, besitzen oft zusätzlich Sprachkenntnisse in Deutsch, Niederländisch, Schwedisch oder Finnisch.

### Religionen

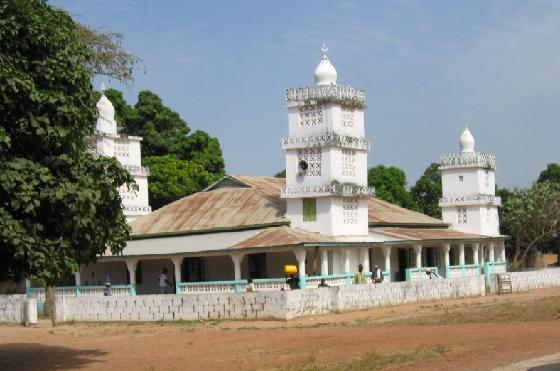
Moschee in Gambia

Das heilige Krokodil auf einer Ein-Dalasi-Münze.

Gambias Bevölkerung ist zu 90 Prozent muslimisch, 9 Prozent christlich und etwa 1 Prozent gehört traditionellen indigenen afrikanischen Religionen an.
Gambia verstand sich bis 2015 als ein weltlicher Staat, der den Respekt vor allen kulturellen und traditionellen Werten fördert. Es war in Gambia traditionell üblich, offizielle Veranstaltungen mit Gebeten eines muslimischen Imams und eines christlichen Geistlichen zu eröffnen. Am 11. Dezember 2015 erklärte Staatspräsident Yahya Jammeh jedoch Gambia zu einer „islamischen Republik“. Seine Kritiker wiesen darauf hin, dass es für seine Entscheidung keine „verfassungsmäßige Grundlage“ gebe.
Unter den indigenen Religionen findet sich der Voodoo. Im Gegensatz zum Voodoo-Kult in Haiti versteht sich der Voodoo in Westafrika in der Regel als eine weiße, heilende und gute Magie. Trotzdem werden gelegentlich Geschichten verbreitet, in denen jemand böswillig etwas mit Voodoo bewirkt haben soll. Es wurde beispielsweise ein Beschuldigter gelyncht, weil er angeblich einem anderen das Geschlechtsteil weggezaubert hatte.
Ein Tier mit mythologischer Bedeutung ist das Krokodil. Es gilt als heiliges Tier und Fruchtbarkeitssymbol. So sehen die Westafrikaner zum Beispiel im Vollmond – in der Mandinka-Sprache Bambo genannt – ein Krokodil. In den Dalasi-Banknoten ist dieses Tier als Wasserzeichen eingearbeitet.
Es gibt drei bekannte heilige Krokodilbecken, die unter anderem für den Tourismus betrieben werden. Das meistbesuchte ist das Heilige Krokodilbecken von Kachikally bei Bakau. Daneben gibt es Anlagen bei Barra und Allahein. Dort werden in langer Familientradition Krokodile aufgezogen, die dann die Besucher – sofern sie mutig sind – berühren dürfen. Dieses Berühren soll Glück und Fruchtbarkeit bringen. Auch das Wasser aus diesen Kultstätten wird für rituelle Zwecke benutzt.
Als Baum mit mystischer Bedeutung gilt der Affenbrotbaum Baobab.

### Bildung

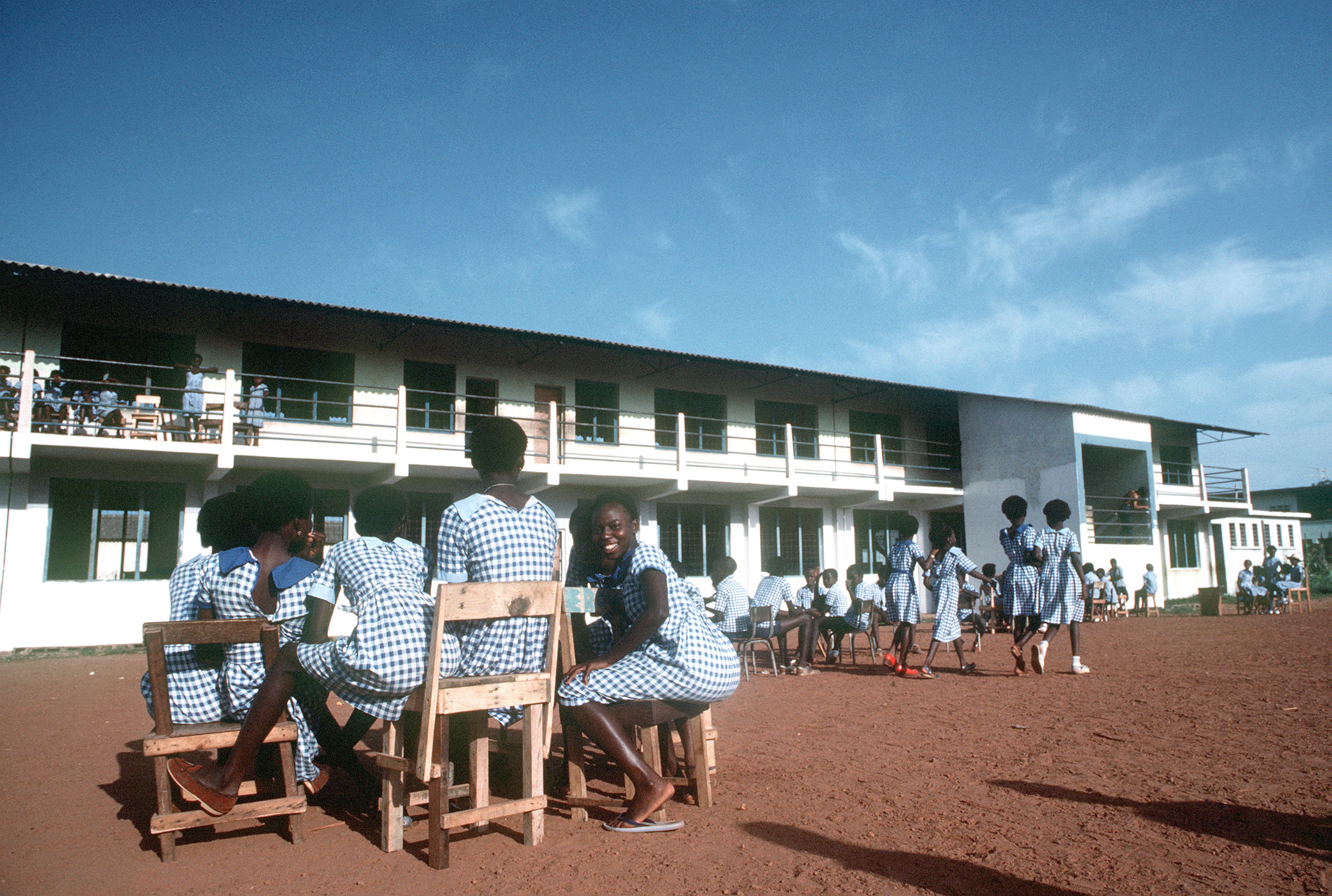
Eine Grundschule

Der Alphabetisierungsgrad der Erwachsenen (über 15 Jahren) liegt 2015 bei 50,8 Prozent (zum Vergleich 2000: 36,8 Prozent) oder 55,5 Prozent. Nach Geschlechtern aufgeteilt sind das 63,9 Prozent der Männer und 47,6 Prozent der Frauen. Die Staatsausgaben für das Bildungswesen lagen 2018 bei 2,42 Prozent des Bruttoinlandsprodukts (zum Vergleich 1985: 4,30 Prozent; 2004: 0,62 Prozent).
Das Schulsystem ist ans britische System angelehnt, eine Schulpflicht besteht in der Greater Banjul Area. Das Einschulungsalter liegt bei sieben Jahren in der Primary School, die sechs Schuljahre umfasst. Nach einem guten Abschluss folgt die fünfjährige Secondary High School. Danach ist der Weg offen für die zweijährige High School in Banjul. Dieser Abschluss berechtigt zum Besuch einer Universität.
In Serekunda gibt es die im Jahr 1998 gegründete Universität von Gambia, die 1999 ihren Lehrbetrieb aufnahm. Zuvor mussten die Studenten ins Ausland gehen, wenn sie ein Medizin- oder Agrarstudium beginnen wollten.

### Gesundheit
Die Gesundheitsausgaben des Landes betrugen im Jahr 2021 3,2 % des Bruttoinlandsprodukts. Im Jahr 2018 praktizierten in Gambia 1,2 Ärztinnen und Ärzte je 10.000 Einwohner. Die Sterblichkeit bei unter 5-jährigen betrug 2022 45,6 pro 1000 Lebendgeburten. Die Lebenserwartung der Einwohner Gambias ab der Geburt lag 2022 bei 62,9 Jahren (Frauen: 64,3, Männer: 61,5).
Erfolgreiche Programme zur AIDS-Bekämpfung sorgten dafür, dass die AIDS-Rate in Gambia rückläufig ist. Sie lag 2020 bei rund 2 Prozent, was im Vergleich mit dem subsahara-afrikanischen Durchschnitt von 9 Prozent besonders niedrig ist. Auch das Malaria-Kontroll-Programm Gambias gilt als vorbildlich für ganz Westafrika.
 Weibliche Genitalverstümmelung 
Wie in den Nachbarstaaten stellt auch in Gambia die Tradition der weiblichen Genitalverstümmelung eine große Gefahr für die körperliche und seelische Gesundheit von Mädchen und Frauen sowie ihrer Kinder dar. Im Zusammenhang mit der niedrigen Alphabetisierungsquote der Frauen, der vor allem auf dem Land fehlenden Bildung und den zementierten, von Aberglauben beeinflussten Vorstellungen über weibliche Sexualität hat sich die Praxis bis ins 21. Jahrhundert fortgesetzt. Abhängig von der Zugehörigkeit zu den unterschiedlichen Ethnien liegt der Prozentsatz genitalverstümmelter Frauen zwischen 12,5 Prozent bei den Wolof und 98 Prozent bei den Sarahule. Terre des Femmes spricht von 76 Prozent genitalverstümmelter Frauen in Gambia. Allerdings sinkt, auch in Folge von Aufklärungskampagnen, die Anzahl der Befürworterinnen allmählich von 71 Prozent im Jahr 2005 auf 64 Prozent wenige Jahre später. Die Beschneidungen werden nur von Frauen vorgenommen, und Frauen sind auch diejenigen, die am stärksten an der Praxis festhalten. 2015 wurde die weibliche Genitalverstümmelung verboten, weil sie „unislamisch“ ist.

## Landesnamen
Die genaue etymologische Herkunft des Namens Gambia ist nicht bekannt; es gibt mehrere Deutungen dazu. Er wurde in der Zeit der europäischen Entdecker vor rund 500 Jahren zum ersten Mal schriftlich benutzt. Als diese ihre Expeditionen immer weiter nach Süden ausdehnten, fertigten sie gleichzeitig Karten über die Regionen für zukünftige Reisen an. Ortsnamen wurden in ihren Berichten erwähnt und auf den Karten markiert. Da die Expeditionen zuerst auf dem Wasserweg erfolgten, waren die Flüsse in der Region Senegambia von großer Bedeutung.
Alvise de Cadamosto bezieht sich in den Berichten seiner Expeditionen 1455 und 1456 auf den Fluss und das Land als Gambra oder Cambra. Duarte Pacheco Pereira berichtet, dass der Fluss die Grenze zwischen dem Königreich Jolof im Norden und dem der Guambea bildet, das in der Sprache der Mandinka auch Guabu genannt wird. Im Jahr 1552 kennt João de Barros zwei Bezeichnungen für den Fluss; die Menschen entlang des Flusses nennen ihn Gambu, während die Portugiesen ihn Gambea nennen. Richard Jobson stellte 1632 fest, dass der Fluss von einigen Gambia genannt wird, von anderen aber wiederum Gamba. Aus linguistischer Sicht gab es einige Verwirrung darüber, ob sich die Worte Cambra, Gambra, Gambu, Guabu und Guambea auf den Fluss, das Mandinka-Reich Kaabu oder auf Fluss und Reich beziehen. Beide Wortstämme teilen sich Ka oder Ga (Kam/Gam). Die Silben bra, bu und bea scheinen unterschiedliche Bedeutungen zu haben. Die Silbe bu bezieht sich im Speziellen auf das Land der Kaabu, während sich die Silben bra und bea auf den Fluss beziehen. Die Silbe bra von Cadamosto könnte ihren Ursprung vom Wort Bur der Wolof haben, das so viel wie König bedeutet. Dies könnte erklären, dass Gambia ursprünglich von Gambura in der Bedeutung als ‚Platz des Königs‘ zu verstehen ist. Die Nähe des Jolof-Reiches zur nördlichen Grenze zu Kaabu könnte erklären, wie ein Wolof-Wortstamm sich mit der Sprache der Mandinka vermischt haben kann.
Aus der mündlichen Überlieferung, die in Westafrika eine weitere wichtige historische Quelle ist, stammt eine andere Deutung des Namens Gambia. Nach einer Wiedergabe des Griot Fabala Kanuteh an Samuel Carter heißt es, als die Portugiesen James Island besuchten, sandte der König von Niumi, Seneke Jamme, einen Boten zu den Fremden. Dieser Bote mit dem Namen Kambi Manneh wurde von den Portugiesen gefragt: „Was ist der Name dieses Ortes?“ Seine Antwort auf die Frage, die er wohl nicht richtig verstanden hatte, war: „Mein Name ist Kambi.“ Kambi-yaa bedeutet Kambis Ort oder an Kambis Ort. Die Geschichte wurde in dieser Form ebenfalls vom Griot Foday Musa Suso wiedergegeben, nur der vollständige Name des Boten war Kambi Sonko.
Im 19. Jahrhundert beziehen sich die Dokumente auf die Siedlung am Fluss Gambia (englisch Settlement on the River Gambia). 1888 wurde die Kolonie als „die Kolonie von Gambia“ (englisch The Colony of the Gambia) bezeichnet. In der kolonialen Zeit wurden keine Unterschiede zwischen den Schreibweisen Gambia und The Gambia gemacht. Seit der Unabhängigkeit Gambias ist der offizielle Name des Staates The Gambia mit einem großgeschriebenen Artikel. Auf diese Schreibweise wird besonders in englischsprachigen Schriften geachtet.
Nach einer weiteren Theorie stammt der Ursprung des Namens vom portugiesischen Wort câmbio („Austausch“, „Wechsel“ oder „Handel“). Câmbio könnte die Übersetzung der Bezeichnung für den Fluss der damaligen Bevölkerung im 15. Jahrhundert sein. Das Wort ba dimma (nach anderer Deutung fura) wird dabei als Quelle genannt. Ba dimma kommt aus der Mandinka-Sprache (ba-djio = Fluss).
Die Bewohner am Fluss haben keinen speziellen Namen für ihn; das allgemeine Wort für Fluss in Fula ist maayo, baa in Mandinka oder dex in Wolof. Der Begriff Kambi Bolongo, der eine Schlüsselrolle in Alex Haleys Roman Roots spielt, ist einzig im Flussmündungsgebiet bekannt. Bolongo ist ein Wort für Creek.

## Geschichte
Die fruchtbaren Ufer des Gambia-Flusses sind seit Jahrtausenden besiedelt. Ein schriftliches Zeugnis gab der Karthager Hanno der Seefahrer um 470 v. Chr. im Bericht seiner Reise nach Westafrika. Die Verbindung zum Mittelmeerraum riss erst mit dem Fall des Römischen Reiches und der Ausbreitung des Islams ab.
Mitte des 15. Jahrhunderts führten zahlreiche von Heinrich dem Seefahrer initiierte Entdeckungsfahrten an die Westspitze von Afrika. Darunter waren die Seefahrer Dinis Dias, Alvise Cadamosto und Nuno Tristão. In den folgenden Jahren übernahmen portugiesische Händler die Seeroute. Zu diesem Zeitpunkt war Gambia Teil des Reiches Mali.
1618 vergab König James I. einer britischen Gesellschaft das Privileg zum Handel mit Gambia und der Goldküste, dem heutigen Ghana. Auch die Niederlande und das Herzogtum Kurland hatten kurzzeitig Kolonien auf dem Gebiet des heutigen Gambia. Vom späten 17. bis zum Ende des 18. Jahrhunderts stritten sich England und Frankreich um die politische und wirtschaftliche Herrschaft über die Flüsse in Senegal und Gambia. Der Pariser Frieden von 1763 übertrug Großbritannien die Herrschaft über Gambia, die Franzosen bekamen lediglich eine kleine Enklave um Albreda nördlich des Flusses. Diese wurde 1857 an Großbritannien abgetreten.
In der Zeit des transatlantischen Sklavenhandels wurden mehr als drei Millionen Sklaven nach Amerika verschleppt. Erst 1807 beendete Großbritannien den Sklavenhandel offiziell, was dem Handel in Gambia vorerst keinen Abbruch tat. Im Jahr 1816 bauten die Engländer in Bathurst (heute Banjul) einen Militärstützpunkt. Die folgenden Jahre unterstand Banjul zeitweise dem britischen General-Gouverneur in Sierra Leone. Erst 1888 wurde Gambia eine eigenständige Kolonie. Dabei wurde die Grenze zwischen der französischen Kolonie Senegal und Gambia endgültig festgelegt.
Das allgemeine Wahlrecht wurde 1960 garantiert, damit war das aktive und passive Frauenwahlrecht eingeführt. Das Frauenwahlrecht wurde bei der Unabhängigkeit 1965 bestätigt.
Am 18. Februar 1965 wurde Gambia als konstitutionelle Monarchie ins Commonwealth aufgenommen. Bei einem Besuch von Senegals Präsident Léopold Sédar Senghor 1967 in Gambia wurde ein Abkommen über intensive Zusammenarbeit zwischen dem damals noch nicht so genannten Banjul und Dakar geschlossen. Am 24. April 1970 wurde Gambia in eine Republik innerhalb des Commonwealth umgewandelt. Erster Präsident der Republik wurde der bisherige Ministerpräsident David Dawda Kairaba Jawara, der bis 1994 fünfmal wiedergewählt wurde. In seiner Amtszeit erschütterte 1981 ein gewaltsamer Staatsstreich das Land. Im Nachspiel zum Putsch unterzeichneten Gambia und Senegal am 12. Dezember 1981 einen Vertrag, der die Vereinigung der Streitkräfte, der Währung und des Wirtschaftsraumes in der Konföderation Senegambia vorsah. Diese Konföderation bestand vom 1. Februar 1982 bis zum 30. September 1989, als Gambia aus dem Bund austrat.
Der junge Leutnant Jammeh kam 1994 durch einen militärischen, aber weitgehend unblutigen Staatsstreich an die Macht, der aus einem Protest der Soldaten über verspätete Soldauszahlungen entstand. Er verkündete damals, mindestens bis zum Jahr 1998 allein regieren zu wollen. Dennoch wurden bereits 1996 wieder Wahlen abgehalten, aus denen Jammeh klar als Sieger hervorging. Tatsächlich waren die Jahre von 1996 bis 2000 von einer gewissen Stabilität und wirtschaftlichem Aufschwung geprägt: Der internationale Flughafen in Banjul sowie zahlreiche Straßen wurden modernisiert, ein neues Krankenhaus, neue Schulen, eine Fernsehstation und ein riesiges Revolutionsdenkmal entstanden, der Tourismus war wieder eine gute Einnahmequelle.
2001 wurde Jammeh erneut wiedergewählt. 2002 gewann die Alliance for Patriotic Reorientation and Construction (APRC) die Wahl zur Nationalversammlung, allerdings boykottierte die Oppositionspartei UDP die Wahl. Sie kritisierte die Wahl, die von der Independent Electoral Commission (IEC) organisiert wurde, weil nach ihrer Ansicht das Wahlsystem fehlerhaft war.
Vor der gambischen Küste ereignete sich 2002 eine der größten Katastrophen der Seefahrt der Nachkriegszeit. Die senegalesische Fähre Le Joola, die damals einzige Fähre zwischen Ziguinchor in der Region Casamance und Dakar, sank in einem Sturm. Dabei kamen über 1800 Menschen um.
Bei den Präsidentschaftswahlen 2006 wurde Yahya Jammeh mit 67,3 Prozent der Stimmen wiedergewählt und im November 2011 für eine vierte Amtszeit bestätigt. Er erhielt nach Angaben der Wahlkommission 72 Prozent der Stimmen, die Westafrikanische Wirtschaftsgemeinschaft hatte im Vorfeld aber die Präsidentschaftswahlen als „nicht frei, fair und transparent“ kritisiert und die Entsendung von Wahlbeobachtern abgelehnt.
2011 gründeten Regimegegner in der Diaspora, vor allem in den USA und Großbritannien, die Coalition for Change, die sich als oppositionelle politische und Bürgerrechtsbewegung versteht. Einer der Gründer war der ehemalige Informationsminister des Landes, Amadou Scattred Janneh, der auch die US-Staatsbürgerschaft besitzt und bis zu seiner Ernennung zum Minister 2003 in der US-Botschaft in Gambia arbeitete. 2011 wurde er inhaftiert, 2012 unter dem Druck amerikanischer Bürgerrechtler wieder freigelassen. Präsident Jammeh suchte daraufhin neue Verbündete in Nahost, besuchte im Jahr 2014 Katar und verstärkte die islamische und antiimperialistische Propaganda. Nach einem gescheiterten Putschversuch am 30. Dezember 2014 verschärfte sich die Repression. Jammeh beschuldigte ausländische Regierungen, die Verschwörer unterstützt zu haben. Im Juni 2015 wurde die ständige EU-Vertreterin ohne Angabe von Gründen des Landes verwiesen. Bereits zwei Jahre vorher erklärte Jammeh am 2. Oktober 2013 mit sofortiger Wirkung die Mitgliedschaft im Commonwealth für beendet. Großbritannien hatte zuletzt, wie auch die Menschenrechtsorganisation Amnesty International, die Menschenrechtslage in Gambia gerügt. Die Regierung in der Hauptstadt Banjul teilte mit, das westafrikanische Land wolle „niemals Mitglied einer neokolonialen Einrichtung“ oder einer Institution sein, „die für eine Fortsetzung des Kolonialismus steht“.

## Politik

Das Regierungsgebäude „State House“ des Präsidenten auf einer 25-Dalasi-Banknote

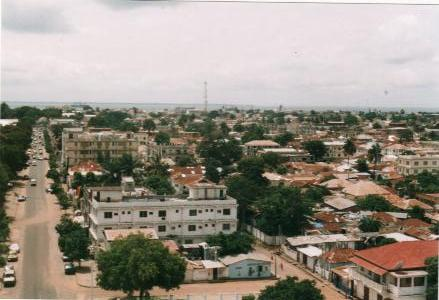
Die Hauptstadt Banjul

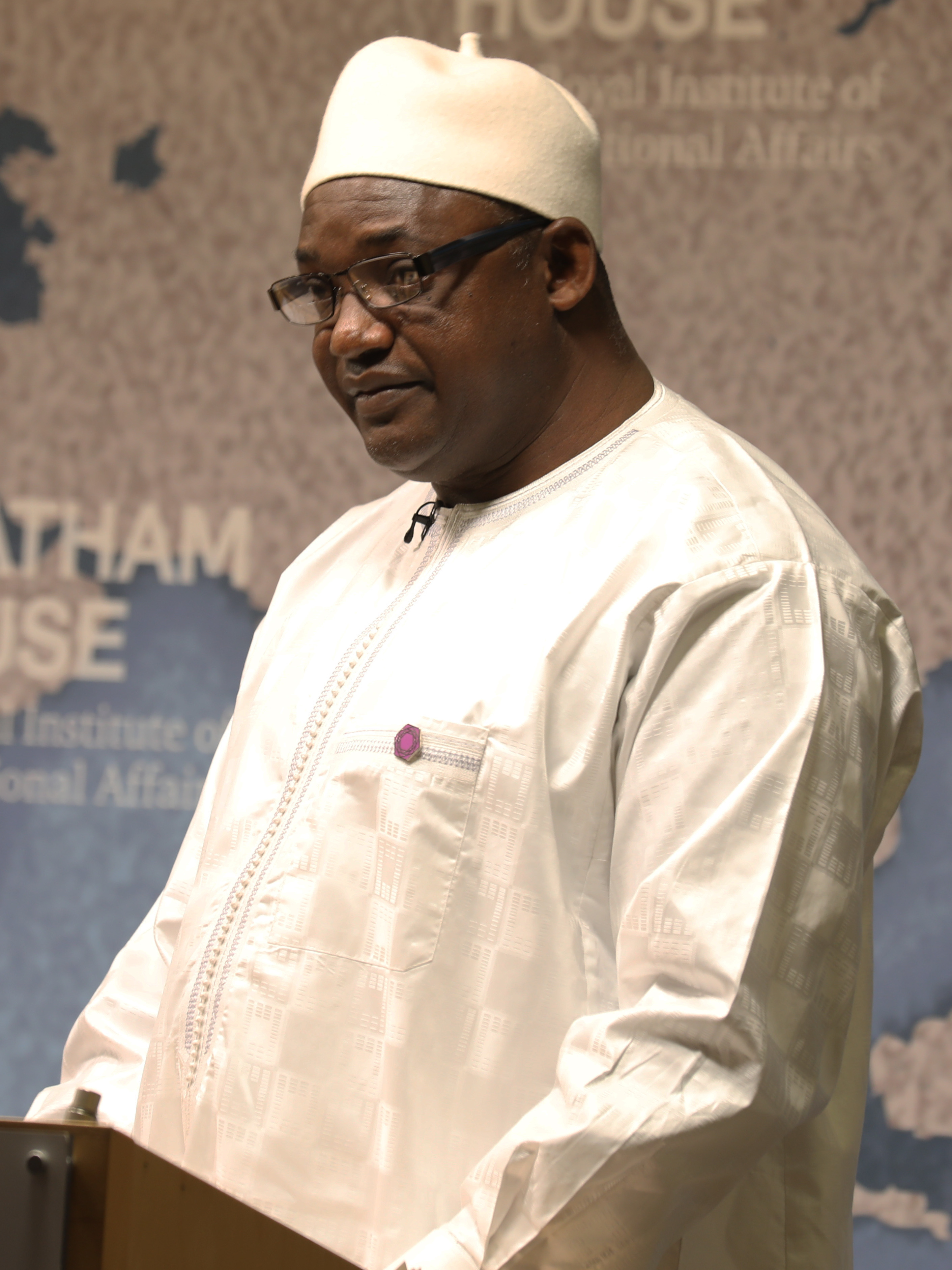
Adama Barrow, Präsident seit 2017

Gambia ist laut Verfassung von 1997 eine präsidentielle Republik. Von 2015 bis 2017 trug der Staat die Bezeichnung Islamische Republik.

### Exekutive
Der Präsident ist das Staatsoberhaupt und gleichzeitig Regierungschef und Oberbefehlshaber der Streitkräfte. Einen Premierminister gibt es seit 1970 nicht mehr. Das Staatsoberhaupt wird alle fünf Jahre direkt vom Volk gewählt. Im Jahr 2002 ließ der damalige Staatspräsident Yahya Jammeh eine Verfassungsänderung beschließen, nach der der Präsident unbegrenzt wiedergewählt werden kann. Präsidentschaftswahlen fanden im September 2006, November 2011, Dezember 2016 und Dezember 2021 statt.
Bei der Präsidentschaftswahl am 1. Dezember 2016 siegte überraschend der Herausforderer Adama Barrow von der National People’s Party gegen den langjährigen Amtsinhaber Yahya Jammeh, der nach 22 Jahren Amtszeit abgewählt wurde. Im Wahlkampf kam es zu zahlreichen Verhaftungen und Gefängnisstrafen und sogar Todesdrohungen des Amtsinhabers in Richtung Opposition. Nachdem Jammeh zunächst seine Niederlage eingestanden hatte, widerrief er eine Woche später diese Aussage und kündigte Neuwahlen an, die er wegen angeblicher Unregelmäßigkeiten bei der Wahl abhalten wolle. So lange wolle er im Amt bleiben. Die internationale Staatengemeinschaft (Afrikanische Union, Vereinte Nationen, Vereinigte Staaten) verurteilte dieses Verhalten und forderte Jammeh zum Rücktritt auf. Ab Mitte Dezember 2016 versuchten das Nachbarland Senegal sowie Nigeria und weitere Länder der westafrikanischen Wirtschaftsgemeinschaft ECOWAS in Verhandlungen, Yahya Jammeh von einer geordneten Machtübergabe an Adama Barrow zu überzeugen. Diese Verhandlungen verliefen erfolglos und ECOWAS drohte daraufhin mit einem militärischen Eingreifen. Jammeh bezeichnete dies als „Kriegserklärung“. Nach Ablauf seiner regulären Präsidentschaft marschierten am 19. Januar 2017 senegalesische Truppen in Gambia ein, um die Machtübergabe zu erzwingen. Zuvor hatte der Sicherheitsrat der Vereinten Nationen eine Resolution zum Eingreifen der Westafrikanischen Wirtschaftsgemeinschaft (ECOWAS) in Gambia beschlossen. Am selben Tag wurde Adama Barrow in der gambischen Botschaft im Nachbarland Senegal als neuer Präsident vereidigt. Nach Ablauf des Ultimatums starteten die Nachbarstaaten am 20. Januar einen letzten Versuch, mit Jammeh zu verhandeln; Jammeh gab schließlich auf, trat von seinem Amt als Präsident Gambias zurück und ging nach Guinea ins Exil. Barrow kehrte aus seinem Exil in Senegal zurück, übernahm die Regierungsgeschäfte und stellte am 1. Februar sein Kabinett vor. Für das zweithöchste Amt als Vizepräsidentin hat Adama Barrow Fatoumata Tambajang vorgeschlagen. Allerdings erfüllt sie nicht die Altersvorgabe der Verfassung. Halifa Sallah fungiert seit 2017 als Sprecher (spokesperson) für den neuen Präsidenten Barrow.

### Legislative
Gambias Parlament ist die National Assembly (Nationalversammlung). Es besteht aus 53 Mitgliedern, von denen 48 in direkter Wahl vom Volk gewählt werden. Fünf Mitglieder werden vom Präsidenten ernannt. Das aktive Wahlrecht hat jeder Gambier, der über 18 Jahre alt ist und sich zuvor zur Wahl hatte registrieren lassen. Die Wahlen selber fanden in der Vergangenheit frei und ohne Druck statt, es wurde keine Kritik von Oppositionellen und ausländischen Beobachtern geäußert.
Gambia war lange Zeit von einer Partei dominiert. Noch bei den Parlamentswahlen 2012 ging die Partei des Präsidenten Jammeh, die Alliance for Patriotic Reorientation and Construction, als stärkste Kraft hervor. Oppositionelle Parteien erlangten keinen großen Einfluss. Eine Ausnahme bildeten die Wahlen 2005, als fünf oppositionelle Parteien, also praktisch die gesamte Opposition des Landes, eine Koalition mit dem Namen National Alliance for Democracy and Development (NADD) bildeten. Bei den Parlamentswahlen 2017 verlor die bis dahin dominierende Partei nahezu alle Sitze, während die Partei des neugewählten amtierenden Präsidenten Barrow, die United Democratic Party, mit 31 von 48 Sitzen die absolute Mehrheit erringen konnte.

### Politische Indizes
| Name des Index                     | Indexwert    | Weltweiter Rang | Interpretationshilfe | Jahr |
| ---------------------------------- | ------------ | --------------- | --- | ---- |
| Fragile States Index               | 76,1 von 120 | 61 von 179      | Stabilität des Landes: erhöhte Warnung 0 = sehr nachhaltig / 120 = sehr alarmierend Rang: 1 = fragilstes Land / 179 = stabilstes Land | 2024 |
| Demokratieindex                    | 4,47 von 10  | 99 von 167      | Hybridregime 0 = autoritäres Regime / 10 = vollständige Demokratie                                                                    | 2024 |
| Freedom in the World Index         | 50 von 100   | —               | Freiheitsstatus: teilweise frei 0 = unfrei / 100 = frei                                                                               | 2024 |
| Rangliste der Pressefreiheit       | 65,5 von 100 | 58 von 180      | Erkennbare Probleme für die Pressefreiheit 100 = gute Lage / 0 = sehr ernste Lage                                                     | 2025 |
| Korruptionswahrnehmungsindex (CPI) | 55 von 100   | 50 von 180      | 0 = sehr korrupt / 100 = sehr sauber                                                                                                  | 2024 |

### Menschenrechte
Am 23. August 2012 wurden neun politische Häftlinge in Todeszellen standrechtlich erschossen. Es waren die ersten „offiziellen“ Hinrichtungen in Gambia seit 30 Jahren.
Bereits im Sommer 2008 haben mehrere europäische Regierungen ihre Reisewarnungen an schwule Männer verschärft, nachdem zwei Spanier lediglich ihrer Homosexualität wegen verhaftet worden waren. „Man müsse bei einem Besuch des westafrikanischen Landes äußerst vorsichtig sein, so die Empfehlung.“ Seit dem Jahr 2014 häuften sich Berichte über massive Menschenrechtsverletzungen, u. a. über Folter, außergerichtliche Hinrichtungen und die Verfolgung von Homosexuellen. Präsident Yahya Jammeh bezeichnete Homosexuelle als „Ungeziefer“, das man „töten solle, wie Moskitos“. Weiterhin äußerte er, sie seien „gefährlicher als Tsunamis und Erdbeben“, er werde Homosexuellen „eigenhändig den Hals durchschneiden“. EU und USA froren daraufhin ihre wirtschaftlichen Förderprogramme für Gambia ein.
Zum Ende der Amtszeit des Langzeitpräsidenten Jammeh rangierte Gambia in der Rangliste der Pressefreiheit 2017, die von Reporter ohne Grenzen herausgegeben wird, auf Platz 143 von 180 Ländern. Bereits 2005 nahm die Organisation den internationalen Tag der Pressefreiheit zum Anlass, Präsident Jammeh in die Liste der „Feinde der Pressefreiheit“ aufzunehmen und machte dadurch weltweit darauf aufmerksam, dass die Bedingungen für Journalisten in Gambia kritisch sind. Laut dem Bericht der Nichtregierungsorganisation war die Situation der Pressefreiheit im Land „schwierig“. Seitdem hat sich die Situation verbessert und die Nichtregierungsorganisation sieht nur noch erkennbare Probleme für die Pressefreiheit.

### Verwaltungsgliederung
Der Staat Gambia ist in fünf Regionen und zwei Gemeinden (englisch municipalities), die Stadt Banjul und die Gemeinde Kanifing, unterteilt.
| Region               | Abkürzung  | Verwaltungssitz | Landfläche in km² | Einwohner 2013 | Einwohner 2020 |
| -------------------- | ---------- | --------------- | ----------------- | -------------- | -------------- |
| Greater Banjul Area  | GBA        | Banjul          | 88                | 408.000        | 480.000        |
| Lower River Region   | LRR        | Mansa Konko     | 1618              | 81.000         | 95.000         |
| Central River Region | CRR        | Janjanbureh     | 2895              | 222.000        | 262.000        |
| North Bank Region    | NBR        | Farafenni       | 2256              | 221.000        | 261.000        |
| Upper River Region   | URR        | Basse Santa Su  | 2070              | 237.000        | 283.000        |
| West Coast Region    | WCR        | Brikama         | 1764              | 689.000        | 847.000        |
| Gambia               | Insgesamt: | Insgesamt:      | 10.691            | 1.857.000      | 2.229.000      |

Zahlen auf Basis des Zensus 2013 bzw. nach Berechnungen des nationalen Statistikamtes für 2020 (Werte gerundet)

### Mitgliedschaft in internationalen Organisationen
Gambia ist Mitglied in verschiedenen internationalen Organisationen und Gruppierungen. Zu den wichtigsten zählen die Vereinten Nationen und ihre Unter- und Sonderorganisationen, der Internationale Währungsfonds und die Weltbank. Auf regionaler Ebene sind die Afrikanische Union und die Westafrikanische Wirtschaftsgemeinschaft (ECOWAS) am wichtigsten.

### Militär
Der Anteil der Staatsausgaben für Verteidigung (Military expenditures) lag 2021 geschätzt bei 0,8 Prozent des Bruttoinlandsproduktes. Damit gehört Gambia zu den Staaten mit den geringsten Militärausgaben weltweit. Die gambischen Streitkräfte, die sogenannten Gambia Armed Forces, sind etwa 2000 Mann stark und beinhalten die Landstreitkräfte (Gambia National Army), die Marine (Gambia Navy) und die Luftstreitkräfte (Gambia Air Wing). Eine Wehrpflicht besteht nicht.
Die Armee wurde, zunächst infolge des Putsches von 1981, als eine 200 Mann starke Einheit 1983 gegründet. Vorher gab es seit der Unabhängigkeit keine bewaffneten Streitkräfte im Land, lediglich eine 750 Mann starke Polizei und einen halb so großen Verband mit dem Namen Field-Force. Man hatte bis zum Putsch ein Verteidigungsabkommen mit dem Senegal abgeschlossen.
Obwohl das Land nur eine kleine Armee besitzt, beteiligt es sich intensiv an Friedensmissionen der Vereinten Nationen und der Afrikanischen Union (AU), so zum Beispiel an der United Nations Mission in Liberia (UNMIL). Seit Dezember 2004 beteiligt sich Gambia an einer Friedensmission im Sudan unter Führung der Afrikanischen Union.

## Wirtschaft

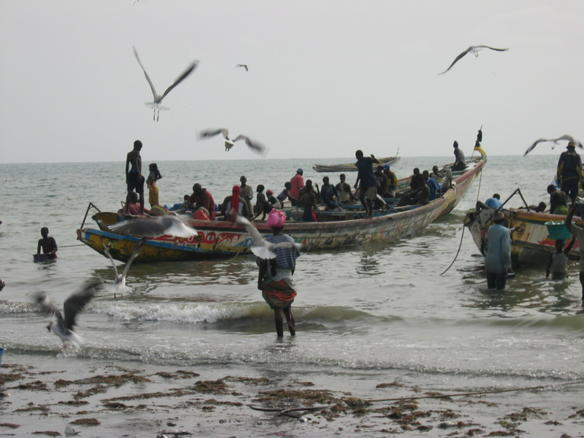
Fischfang an der Küste

Gambia besitzt keine Bodenschätze, die sich wirtschaftlich erschließen ließen – Landwirtschaft, Tourismus und Fischerei sind die Haupterwerbszweige des Landes. Von den Exporten – im Jahr 2016 geschätzt auf 120 Millionen US-Dollar – gingen 2017 38 Prozent nach China, 22 Prozent nach Indien, 7 Prozent nach Mali und nach Chile 5 Prozent. Im selben Jahr kamen 38 Prozent der Importe aus China, 10 Prozent aus Indien und je 5 Prozent aus Senegal und Brasilien. Das Land hat aufgrund der niedrigen Wettbewerbsfähigkeit der einheimischen Industrie ein hohes Handelsbilanzdefizit. 2016 betrug es knapp 20 % der Wirtschaftsleistung. Um seinen Importbedarf zu decken, muss sich das Land hoch verschulden. Im Jahr 2017 betrug die geschätzte Staatsverschuldung (Public debt) 88 % des BIP, im Weltvergleich Rang 35.
Die Schätzungen für das Bruttoinlandsprodukt schwanken extrem je nach Wechselkurs. Kaufkraftbereinigt soll es 2023 8,8 Milliarden US-Dollar betragen haben. Das entspricht 3.318 US-Dollar pro Einwohner. Damit zählt Gambia zu den ärmsten Ländern der Welt: 2003 belief sich der Anteil der Bevölkerung mit einem Einkommen von weniger als 1 US-Dollar pro Tag (nicht kaufkraftbereinigt) auf 59 Prozent.
Im Global Competitiveness Index, der die Wettbewerbsfähigkeit eines Landes misst, belegt Gambia Platz 117 von 137 Ländern (Stand 2017–2018).
Zum Umbau der Energieinfrastruktur Gambias auf erneuerbare Energien beschlossen die Europäische Union (41 Millionen Euro) die Europäische Investitionsbank (65 Millionen Euro Darlehen) und die Weltbank (35,7 Millionen Euro Darlehen) 2019, das Saubere-Energie-Programm des staatlichen Stromversorgers NAWEC zu finanzieren.

### Landwirtschaft

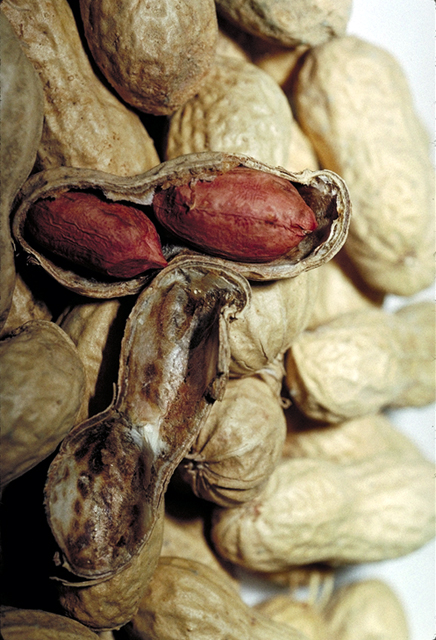
Die Erdnuss, Gambias wichtigstes Exportgut

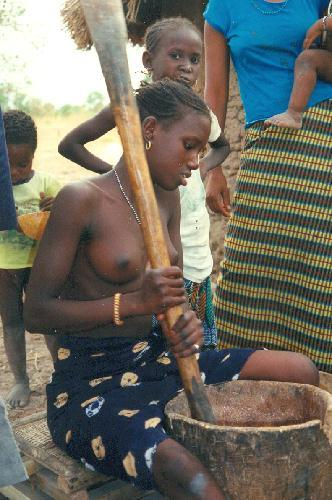
Die traditionelle Art, Getreide zu zerstampfen

Zwei Drittel bis drei Viertel der Erwerbstätigen arbeiten im Bereich der Landwirtschaft, die ein Viertel bis ein Drittel des Bruttoinlandsprodukts erwirtschaftet. Der Gambia-Fluss mit seinen Nebenflüssen ist Gambias Lebensader. Das Flusswasser lässt sich am effizientesten in der Bewässerung landwirtschaftlich genutzter Flächen verwenden. Die dicht besiedelten Gebiete Westgambias hängen völlig von der Nutzung des Grundwassers für den industriellen und häuslichen Gebrauch ab.
Die mit Abstand wichtigste Kulturpflanze ist die Erdnuss, die leicht sandige Böden bevorzugt. Jedes zweite landwirtschaftlich genutzte Feld ist ein Erdnussfeld. Sie bringt mit ihren Nebenprodukten 78 Prozent der Exporterlöse ein. Die exportorientierte, auf die Erdnuss ausgerichtete Landwirtschaft macht es aber notwendig, dass ein Fünftel der benötigten Nahrungsmittel eingeführt werden muss.
Daneben werden Hirse und Sorghum, Maniok und Mais kultiviert. Reis, das Grundnahrungsmittel Nummer eins, wird nicht ausreichend im Land produziert und muss zusätzlich importiert werden.
Eine untergeordnete Rolle für den Export spielen Baumwolle, die in den östlichen Landesteilen angebaut wird, und Palmkernöl. Die Ölpalme wird in erster Linie an der Küste angebaut. Außerdem werden Tierhäute exportiert.
Die Nutztierhaltung in Gambia erfolgt weitgehend extensiv mit geringem Mitteleinsatz. Unter den Nutztieren sind zahlenmäßig Rinder (ca. 300.000), Ziegen (200.000–230.000) und Schafe (ca. 150.000) am stärksten vertreten.

### Tourismus

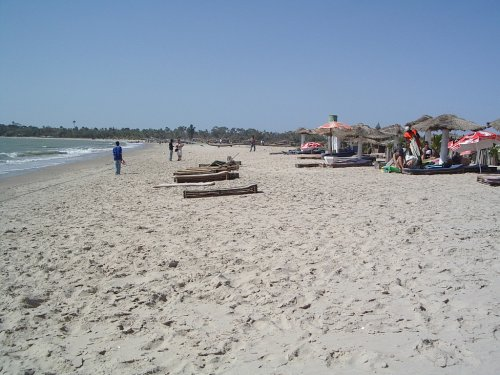
Touristen schätzen die schönen Strände

Der Tourismus in Gambia leistet nach der Landwirtschaft mit etwa 18 % den zweitwichtigsten Beitrag zum Bruttoinlandsprodukt. Die meisten Touristen besuchen das Land der Strände wegen. Daneben sind Fluss- und Vogelexkursionen besonders wichtig. Auch kulturell Interessierte kommen nach Gambia, um das Trommeln auf einer Djembé in einem mehrtägigen Kurs zu lernen.
Mitte der 1960er Jahre begann ein schwedisches Reisebüro, Reisen nach Gambia anzubieten. Die Zahl der Hotelbetten stieg von anfänglich 52 auf 4500 im Jahr 1989. Durch die Zunahme des Tourismus in den letzten 30 Jahren wurde nach und nach mehr als die Hälfte der erschlossenen Küstenlinie bebaut, und die Regierung Jammeh forcierte die weitere Zunahme des Fremdenverkehrs.
In den Schlagzeilen erscheint Gambia im Zusammenhang mit Sextourismus. Die sogenannten Bumster versuchen, sich auf charmante Weise als Reisebegleiter anzupreisen. Allein reisende Frauen, die sich sicher im Land bewegen wollen, nehmen die Dienste gelegentlich an. Die Bumster hoffen, für sich und ihre Familien Almosen zu erhalten, oder spekulieren auf eine Heirat mit anschließender Emigration nach Europa.
2014 kam es zu einem Einbruch des Tourismus aufgrund der Ebola-Epidemie in anderen Ländern Westafrikas.

### Industrie und verarbeitendes Gewerbe

Entwicklung des realen Bruttoinlandsprodukts in Senegal und Gambia seit 1950

Es gibt keine ausgeprägte industrielle Fertigung in Gambia. Den größten Industriezweig bildet die lokale Verarbeitung von Erdnüssen. Die größeren privaten Unternehmen beschäftigen sich mit dem Straßen- und Häuserbau. Weiter gibt es die Brauerei Banjul Breweries, Bäckereien, einen Fahrradhersteller und eine Gießerei. Ein Betrieb eines Pharmaherstellers wurde 2007 eröffnet. Es gibt auch viele Kleinbetriebe, die Möbel herstellen, Metall verarbeiten, Holzschnitzereien fertigen oder Fisch verarbeiten. Viele Betriebe werden staatlich subventioniert.
Im Jahr 2017 investierte die Volksrepublik China 33 Millionen Dollar in die Entwicklung von Landwirtschaft und Fischerei in Gambia und errichtete drei Fischmehlfabriken entlang der gambischen Küste. Seither werden täglich große Mengen Fischmehl aus Gunjur hauptsächlich nach China und Norwegen verschifft, wo es in der industriellen Aquakultur vor allem an Lachse für den europäischen und amerikanischen Markt verfüttert wird. Die schädlichen sozioökonomischen und ökologischen Folgen der Fischmehlproduktion in Gambia selbst, wo die heimische Fischerei unter der Überfischung der Küstengewässer durch chinesische Fangschiffe leidet, während die ursprünglich versprochenen Infrastrukturinvestitionen ausbleiben und durch die Fabriken auch kaum Arbeitsplätze, wohl aber beträchtliche Umweltprobleme geschaffen werden, werden von der Regierung des Landes systematisch heruntergespielt.

### Staatshaushalt
Der Staatshaushalt (Budget) umfasste 2017 Ausgaben von umgerechnet 339 Millionen US-Dollar, dem standen Einnahmen von umgerechnet 300 Millionen US-Dollar gegenüber. Daraus ergibt sich ein Haushaltsdefizit in Höhe von 2,6 Prozent des Bruttoinlandsprodukts.
Die Staatsverschuldung (Public debt) belief sich 2017 auf geschätzte 88 Prozent des BIP.

## Infrastruktur

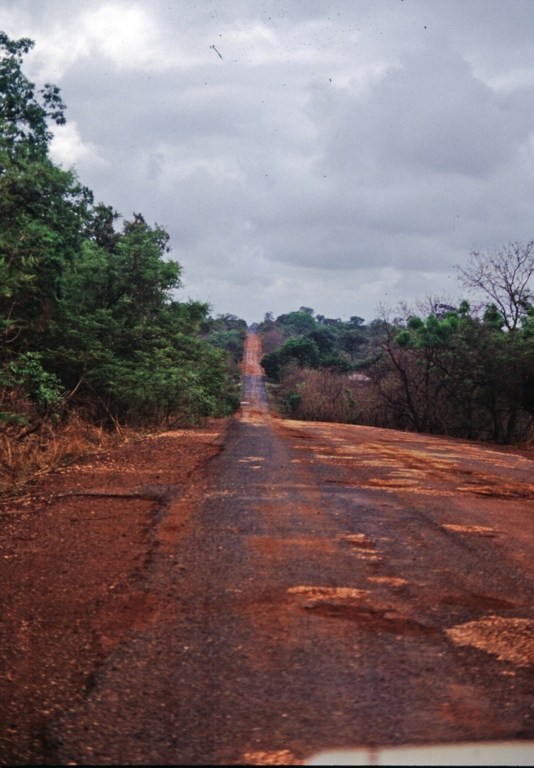
Die Süduferstraße zwischen Soma und Janjanbureh

Seit der Ankunft der Portugiesen im 15. Jahrhundert war der Fluss ein Haupthandels- und Transportweg zum afrikanischen Hinterland. Von Elfenbein, Eisen, Gold, Sklaven bis hin zu Erdnüssen wurde auf dem Fluss alles transportiert. Seit den 1980er Jahren wird der Flusstransport durch den Passagierverkehr beherrscht.
Obwohl der Gambia weitestgehend schiffbar ist, wird er heute für Transportzwecke in das gambische Hinterland fast nicht mehr genutzt. Auch der öffentliche Personenverkehr in West-Ost-Richtung hat sich auf die Straße verlagert.
Die Kraftwerksleistung zur Erzeugung von Strom betrug 2009 etwas mehr als 60 Megawatt Leistung, die ausschließlich von Dieselgeneratoren erzeugt werden. 80 Prozent aller Staatsausgaben dienen dem Öleinkauf, und damit ist Gambia anfällig für steigende Energiepreise. Die Energieversorgung ist lückenhaft, nur jeder zweite Bewohner in den städtischen Siedlungen und jeder vierte in den ländlichen Siedlungen ist ans Stromnetz angeschlossen. Die Netzverluste sind gravierend, rund 40 Prozent der eingespeisten Energie gehen verloren. Gründe liegen in der Leitungsschwäche und im Diebstahl.
Im Bereich der erneuerbaren Energien hat man in Gambia noch kaum investiert, eine erste 150-Kilowatt-Windkraftanlage entstand in Batokunku an der Atlantikküste.

### Straßenverkehr und Schienenverkehr

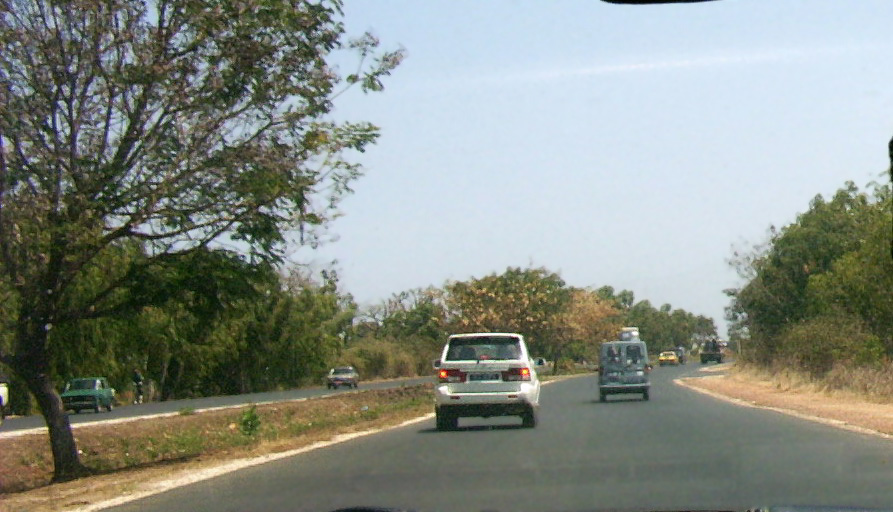
Banjul-Serekunda Highway

Ein Jahr nach der Unabhängigkeit von Großbritannien im Jahr 1965 hat Gambia den Linksverkehr auf den Straßen abgeschafft. Seitdem wird auf den Straßen wie in den anderen westafrikanischen Staaten rechts gefahren. Fahrzeuge, die rechts gesteuert werden, sind nicht mehr zugelassen.
Das Straßennetz hatte 2003 eine Länge von ungefähr 3742 Kilometern. Davon sind 723 Kilometer asphaltiert. Nördlich des Gambia-Flusses befindet sich die wichtige Straße North Bank Road, die das Land durchquert. Bedeutender für den Fernverkehr ist jedoch die South Bank Road, die von Banjul über Brikama bis nach Basse Santa Su durch das ganze Land verläuft. Seit einigen Jahren werden auch zunehmend Ampeln installiert, meist aber noch mit Unterstützung eines Verkehrspolizisten, da sich die Ampel noch nicht bei allen Fahrern als ernstzunehmendes Verkehrssignal durchgesetzt hat. 2009 waren bereits sechs Ampeln vorhanden.
Den öffentlichen Personennahverkehr übernehmen Sammeltaxis. Die Minibusse fahren die Hauptverkehrsstraßen ab und lassen sich einfach durch Handzeichen anhalten. Konventionelle Taxis in gelber Farbe mit einem grünen Querstrich sind zahlreich vorhanden. In den Touristenzentren fahren aber auch noch grün lackierte Taxis. Sie haben spezielle staatliche Lizenzen, die sie auch als Touristenführer auszeichnen.
Gambia besitzt heute kein aktiv betriebenes Schienennetz mehr. In den 1930er Jahren gab es bei Brikama eine zwölf Kilometer lange Strecke.

### Luftverkehr
Etwas außerhalb von Banjul befindet sich Gambias einziger Flughafen. Das Flugfeld des Banjul International Airport wurde 1987 von der NASA als transatlantische Notlandestelle für Space Shuttles ausgewählt und in den folgenden Jahren für diese Aufgabe angepasst, so wurde die Start- und Landebahn auf 3600 Meter ausgebaut.

### Wasserverkehr

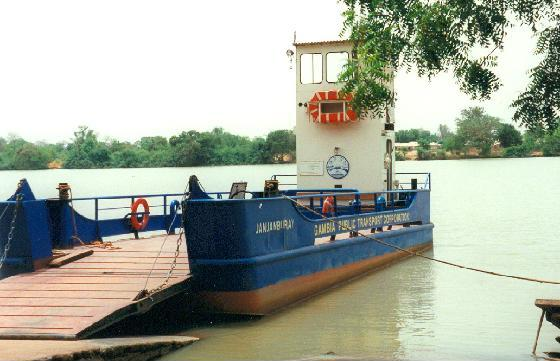
Eine kleine Fähre bei Janjanbureh

Der Tiefwasserhafen von Banjul spielt für den internationalen Warenverkehr eine große Rolle, betrieben wird er von der staatlichen Gambia Ports Authority.
Der Gambia-Fluss ist bis 390 Kilometer ins Landesinnere schiffbar. Hochseeschiffe können, bedingt durch den Tiefgang, den Gambia etwa 190 Kilometer befahren.
Auf dem Fluss gibt es einige Fähren, die für den Personen- und Kraftfahrzeugverkehr eine wichtige Nord-Süd-Verbindung darstellen. Bis in die 1970er Jahre war die Binnenschifffahrt nahezu die einzige Möglichkeit, ins Landesinnere zu kommen. Erst in den 1980er Jahren schritt der Ausbau der Fernstraßen voran, seit dem Untergang der Lady Chilel Jawara 1984 wurde keine regelmäßige Fährverbindung längs des Flusses aufgenommen.
Eine wichtige Fährverbindung befindet sich zwischen Banjul und Barra am nördlichen Ufer der Gambia-Mündung, auf der wichtigen Verkehrsstrecke nach Dakar. Für den Fährverkehr wurde am 25. Juli 2005 die in der Ukraine gebaute Fähre Kanilai vom Präsidenten Jammeh in Dienst gestellt. Die Fähre mit 50 Metern Länge, 12,5 Metern Breite und einem Tiefgang von 1,7 Metern kann maximal 250 Tonnen Fracht sowie 1200 Personen befördern. Die maximale Zahl der Passagiere wurde aber auf 600 begrenzt.

### Telekommunikation

Satellitenkommunikation in Gambia auf einer 10-Dalasi-Banknote

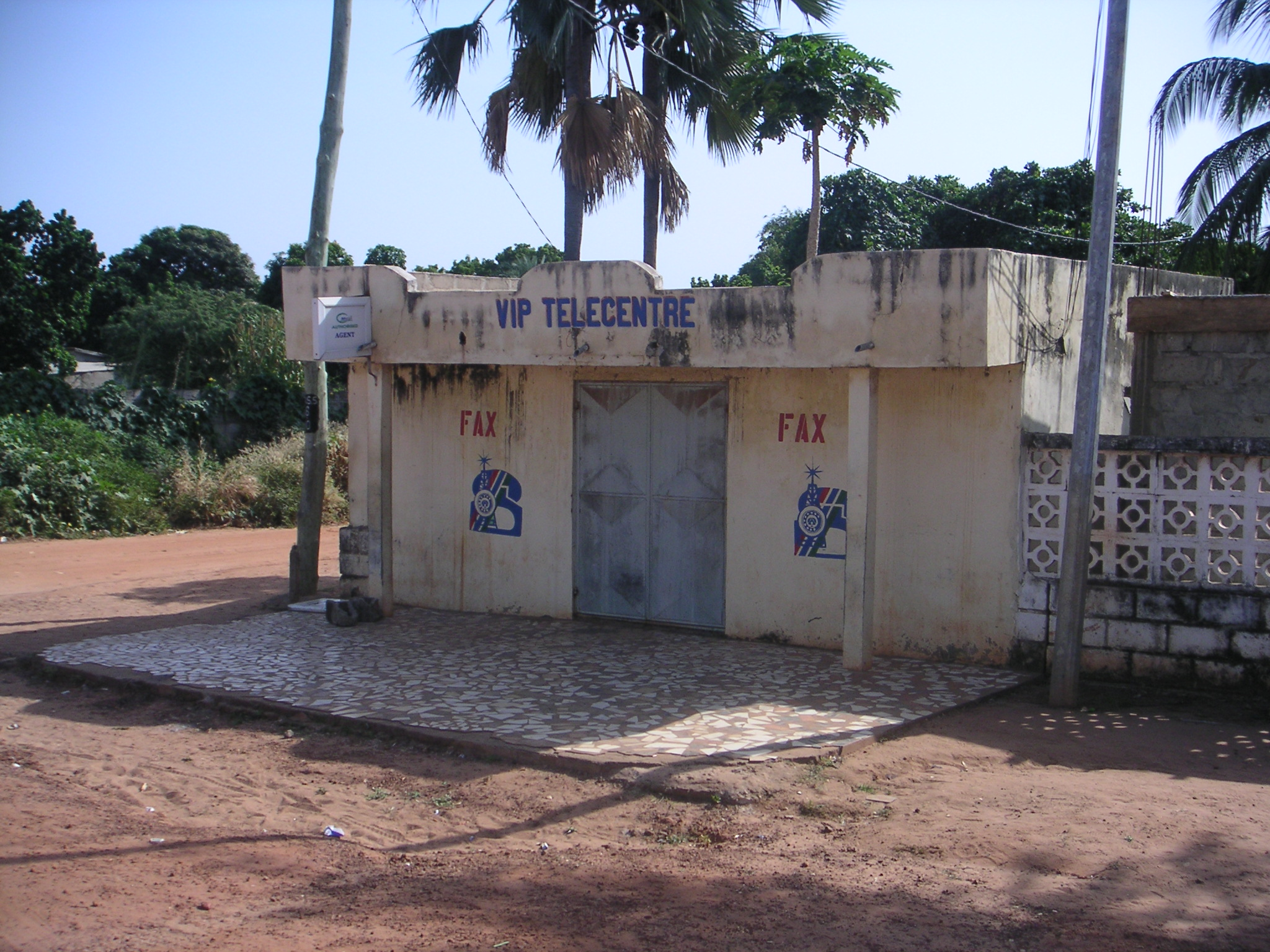
Ein Telecenter in Fajara

Die staatliche Gambia Telecommunications Company, kurz Gamtel, ist Gambias wichtigstes Telekommunikationsunternehmen. Neben den rund 50.000 Festnetz-Anschlüssen (Stand 2004) betreibt sie ein Mobilfunknetz. In der Banjul Greater Area und im Westen der Western Division ist dies flächendeckend, in den anderen Landesteilen besteht Netzversorgung mit Mobilfunk nur in den Ballungsräumen.
Ein weiteres Unternehmen, das in Gambia ein Mobilfunknetz betreibt, ist die afrikaregionale Africell. Zusammen hatten die beiden Anbieter im September 2005 über 220.000 Mobilfunkteilnehmer, das sind 25 Prozent der 15- bis 64-Jährigen oder 1,9 Handys pro Haushalt. Die Anzahl der Teilnehmer stieg von 5624 im Jahr 2000 innerhalb von fünf Jahren um das Vierzigfache, damit hat Gambia eine der höchsten Mobilfunkquoten von ganz Afrika. Im Jahr 2022 nutzten 54,2 Prozent der Einwohner Gambias das Internet. Es gibt eine Vielzahl von Telecentern, die verschiedene Kommunikationsdienste wie Internet-Terminals, Faxgeräte oder Festnetztelefone gegen Entgelt zur Verfügung stellen.

## Kultur

### Medien

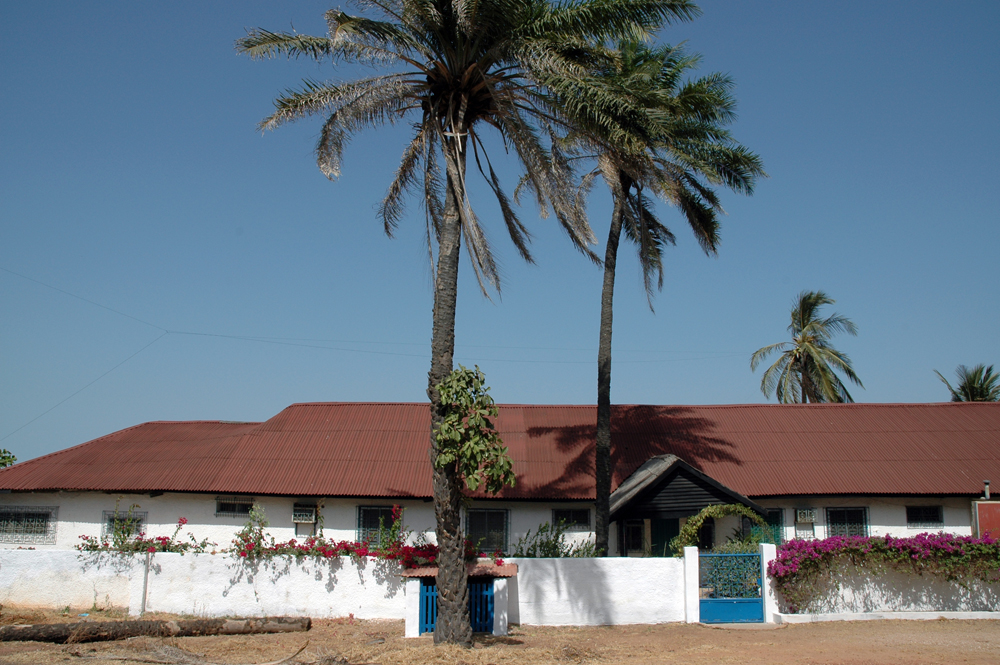
Radio Syd, der erste kommerzielle Hörfunksender

#### Zeitungen
Zeitungen haben in den letzten Jahren mit dem Sinken der Analphabetenquote an Bedeutung gewonnen. Die Regierung Jammeh war bestrebt, die Rechte der Presse einzuschränken oder gar sie zu verbieten. Unter anderem wurde das Erscheinen der Tageszeitung The Point untersagt.

#### Radio und Fernsehen
Die staatliche Rundfunkgesellschaft, die Gambia Radio & Television Service (GRTS) ist der einzige Fernsehsender. Von GRTS gibt es fünf Hörfunkprogramme, es wird aber auch Rundfunk aus dem benachbarten Senegal empfangen. Nach einer Schätzung von 1997 gibt es 197.000 Radios.

### Musik

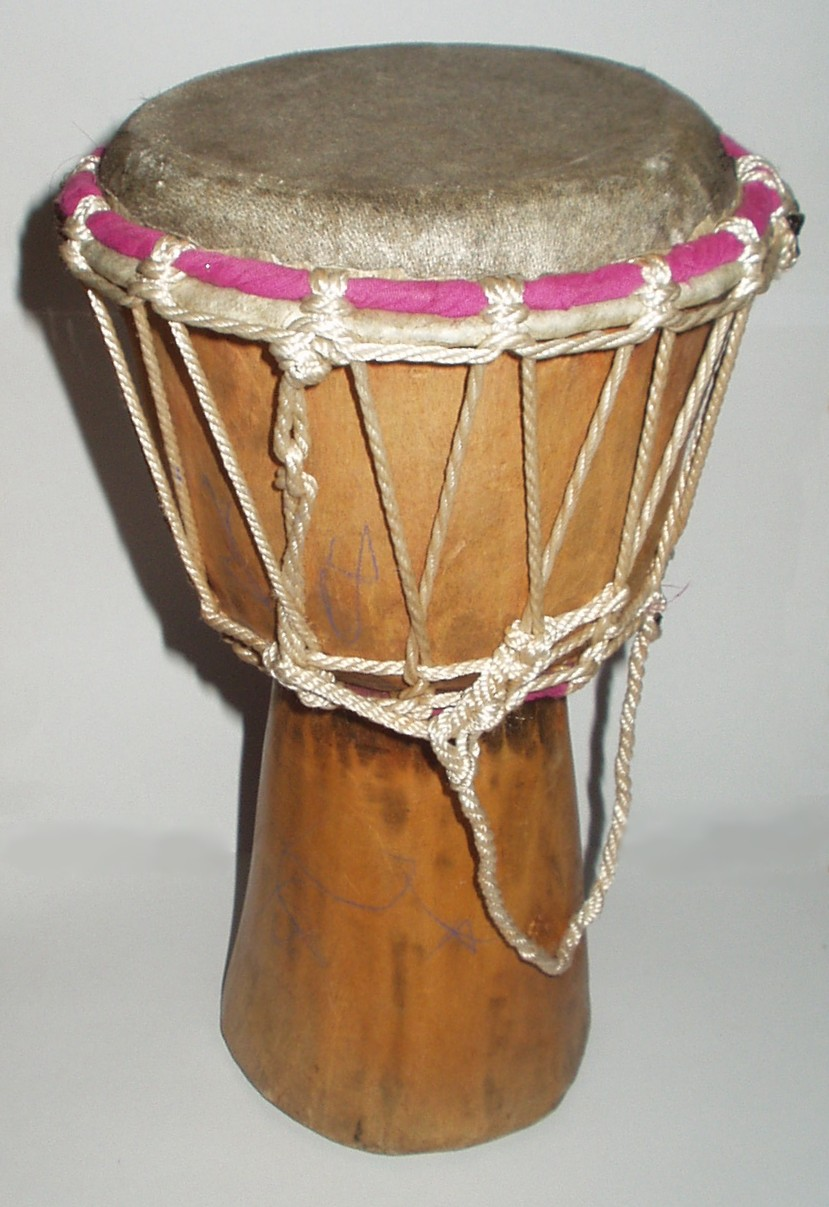
Djembé, eine westafrikanische Bechertrommel

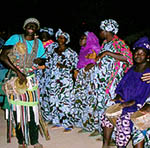
Trommler bei einem Fest

Traditionelle Instrumente in Gambia sind Balafon, Kora und Djembé. Man findet im ganzen Land immer Männer, die zum Zeitvertreib auf einer Djembé spielen. Für die Touristen werden Trommelkurse angeboten, bei denen die Gäste das Trommelspielen vor Ort erlernen können.
In Westafrika gibt es eine Reihe von Musikern, die populäre Musik produzieren. So ist im Nachbarland Senegal Youssou N’Dour ein Superstar, dies ist in Gambia nicht anders. Aus Gambia ist der Musiker Foday Musa Suso international bekannt, in der Schweiz und Deutschland hat sich der Kora-Spieler und Sänger Tata Dindin einen Namen gemacht.
Weit verbreitet sind neben der internationalen Popmusik auch Reggae und die afrokaribische Musik. Der Afrikanische Hip-Hop wird auch verbreitet gehört, es konnte sich mit dem Gambischen Hip-Hop eine eigene Musikszene entwickeln.

### Essen und Trinken
Die gambische Küche gehört zur westafrikanischen Küche und ist wie diese durch die nordafrikanischen Länder von der arabischen Küche beeinflusst worden. Es gibt in diesem kleinen Land keine typisch gambischen Spezialitäten; die verbreiteten Gerichte sind die Gerichte aus dem benachbarten Land Senegal, dessen Gerichte mit anderem Namen in den anderen afrikanischen Ländern zu finden sind. Die Küche der ehemaligen Kolonialmacht England konnte in Gambia nicht Fuß fassen.

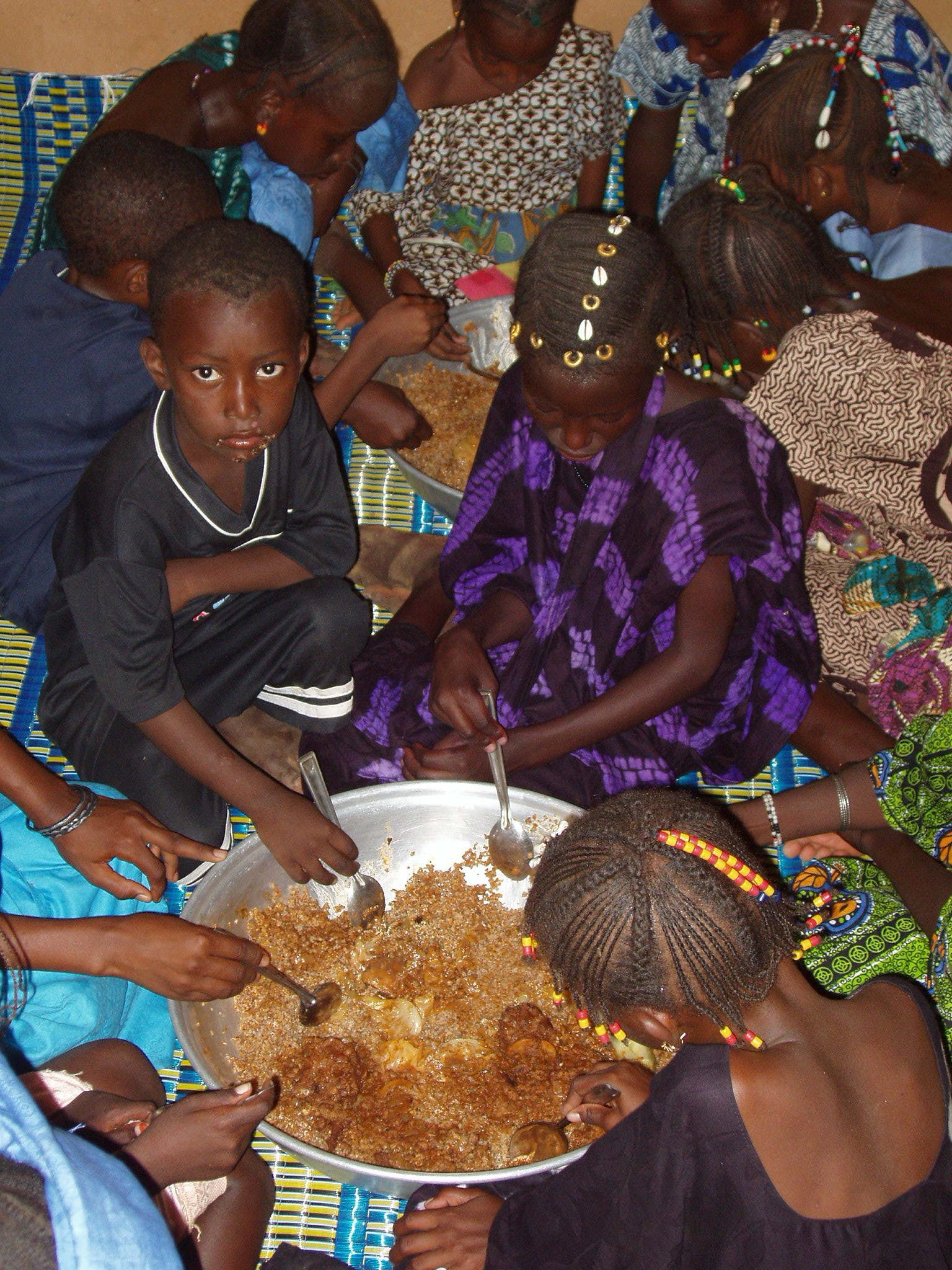
Gemeinsame Mahlzeit; hier das Reisgericht Benachin

Gekocht wird viel mit frischem und getrocknetem Fisch. Folgende Fische werden beispielsweise dabei verwendet: Frauenfisch, Barrakuda, Meeräsche, Korallenfische und Seezunge. Als Beilage werden Reis, Süßkartoffeln, Maniok, Okra und andere Gemüsesorten verwendet. Typisch für die gambische Küche ist die Erdnusssoße.
Die Hauptgerichte sind Chicken Yassa (oder sisay yassa), ein in Zitronensaft und Zwiebeln sauer eingelegtes Hähnchen und Benachin, ein Reisgericht, das mit frischem Gemüse und getrocknetem Fisch zubereitet wird. Daneben gibt es Domoda, einen Eintopf mit Erdnusssoße, der mit Fleisch und Gemüse zubereitet wird. Als kleine Zwischenmahlzeit gelten die Fish Cakes, mit Fisch und Gewürzen gefüllte frittierte Teigtaschen. Als Süßspeise gibt es das Chakery, das mit Joghurt zubereitet wird. Neben frischem Obst wird man immer frisch geröstete Erdnüsse bekommen.
Auf Grund des islamischen Glaubens ist Alkohol nicht weit verbreitet. Die Volksgruppen Aku und Diola aber trinken gerne Palmwein. Dazu wird gegorener Saft aus Palmen mittels aufgehängter Flaschen gesammelt. Das Hauptgetränk der Gambier ist aber Ataya, ein grüner Tee, der wie im nordafrikanischen Raum im Rahmen einer rituellen Teezeremonie getrunken wird. Ferner werden Fruchtsäfte (Mango, Guave, Papaya, Tamarinde) und der aus getrockneten Hibiskusblüten (Hibiscus sabdariffa) zubereitete Bissap-Saft getrunken. Eine weitere Spezialität des Landes ist der Kinkéliba-Tee.

### Kleidung

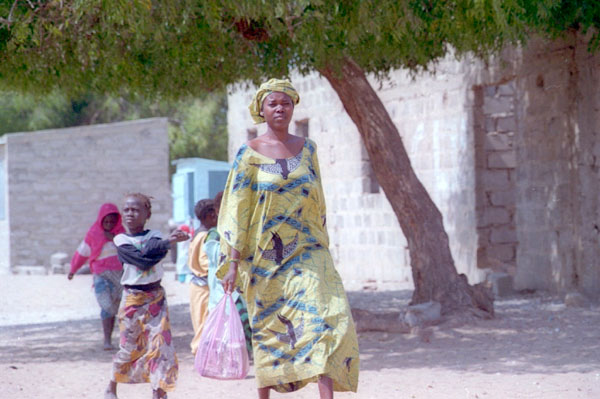
Typisches Straßenbild in Westafrika 2004, eine Frau gekleidet in einem Boubou.

Die Westafrikaner tragen gerne bunte Kleider, die Stoffe sind dünn gewebt und in der Batik-Technik gefärbt. Im Straßenbild der Küstenregion um Serekunda mischt sich die europäische Kleidung gleichberechtigt mit den traditionellen Gewändern. Trotz vielfach staubiger und unbefestigter Straßen sind Gambier stets bestrebt, sauber und modisch gekleidet zu sein.
Für das islamische Freitagsgebet kleiden sich die meisten Männer, auch die jungen Männer in der Küstenregion, die sonst gerne westliche Kleidung tragen, in einen Kaftan. Die muslimischen Sitten werden aber hier freier ausgelegt, Frauen haben hier andere Möglichkeiten, Modebewusstsein zu zeigen. So ist eine freie Schulter überhaupt nichts Verwerfliches, selbst eine entblößte Brust einer stillenden Frau wird dort eher akzeptiert als in westlichen Ländern. Einzig das Knie einer Frau sollte bedeckt sein; selbst diese Regel wird in der Küstenregion lockerer gehandhabt.

### Sport
An den Olympischen Spielen 2004 nahmen zwei Sportler aus Gambia teil: zum einen Jaysuma Saidy Ndure, der an den Leichtathletikwettbewerben 100-Meter- und 200-Meter-Lauf der Männer teilnahm, und zum anderen Adama Njie, die am 800-Meter-Lauf der Frauen teilnahm. Drei Teilnehmer vertraten Gambia bei den Olympischen Spielen 2008 in Peking: der Boxer Badou Jack, die Leichtathletin Fatou Tiyana und der Leichtathlet Suwaibou Sanneh. In der olympischen Geschichte Gambias gab es bisher noch keine Medaillen.
Special Olympics Gambia wurde 1990 gegründet und nahm mehrmals an Special Olympics Weltspielen teil.
Internationale Golfturniere werden auf dem Fajara Golf Course ausgetragen.

#### Fußball

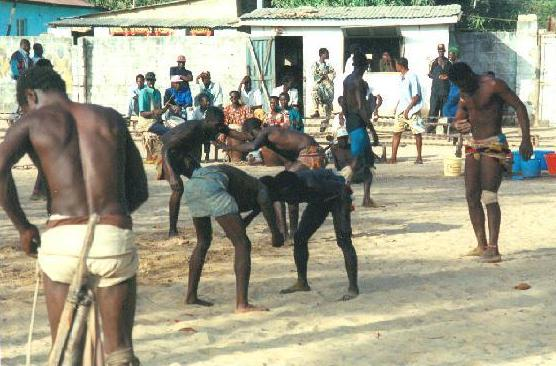
Wrestling in Gambia

Die Nation ist stark vom Fußball begeistert, in der Nähe von Banjul gibt es ein großes Stadion, das 40.000 Zuschauer fassen kann. Das 29 Millionen Euro teure Independence Stadium wurde von den Chinesen im Rahmen eines Entwicklungshilfeprojektes gebaut. Dieses Stadion wird auch für kulturelle Veranstaltungen genutzt.
Die The Scorpions genannte gambische Fußballnationalmannschaft befindet sich zurzeit in der FIFA-Weltrangliste auf Platz 123. (1141,36 Punkte) 
(Stand: 10. Juli 2025) In der Qualifikation für die Fußball-Weltmeisterschaft 2006 unterlag die Mannschaft in der ersten Qualifikationsrunde gegen die Mannschaft aus Liberia und konnte sich damit nicht weiter qualifizieren. Das U-20-Team hingegen qualifizierte sich für die Junioren-WM. Dort konnte das unerfahrene Team am 9. Juli 2007 durch einen 2:1-Erfolg über das portugiesische Team den Einzug in das Achtelfinale der U-20-Weltmeisterschaft in Kanada perfekt machen, wo es sich allerdings Österreich mit 1:2 geschlagen geben musste.

#### Wrestling
Volkssport mit großer Tradition unter den Männern, vor allem der Ethnie der Diola, ist das senegalesisches Wrestling, eine Form des Ringkampfes. Dieses Wrestling hat in Gambia eine ähnliche Stellung wie das Sumō-Ringen in Japan. Unter den Herrscherfamilien gab es schon im 11. Jahrhundert Ringerwettkämpfe. Heute wird der Wettkampf in jedem Dorf, besonders im Süden an der Grenze zu der senegalesischen Region Casamance, ausgetragen.

#### Cricket
In der Vergangenheit stellte Gambia zusammen mit Ghana, Nigeria und Sierra Leone Spieler für die Westafrikanische Cricket-Nationalmannschaft zur Verfügung. Seit 2002 wird das Land von seiner eigenen Nationalmannschaft vertreten, qualifizierte sich jedoch noch nicht für ein internationales Cricketturnier.

### Sehenswürdigkeiten

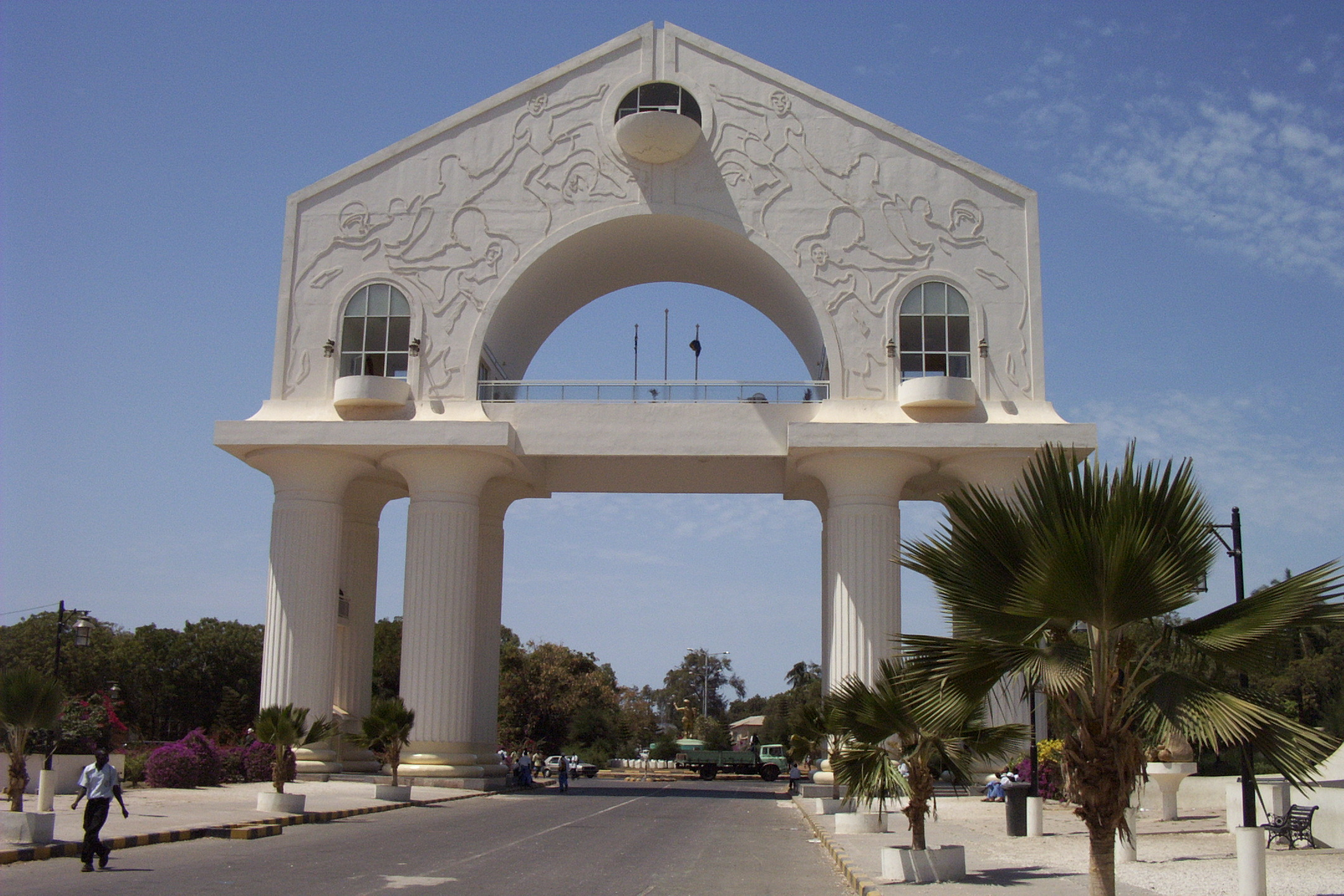
Never Again Memorial Arch, das Wahrzeichen von Banjul und Gambia

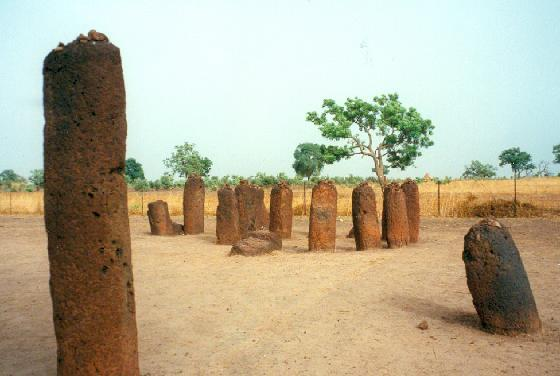
Die Steinkreise von Wassu

Als Wahrzeichen des Landes und der Hauptstadt gilt der Never Again Memorial Arch (vormals Arch 22). Die Geschichte des Landes ist im National Museum in Banjul, in der noch einige Gebäude aus kolonialer Zeit erhalten sind, zu erkunden. Weitere koloniale Reste sind unter anderem auf Kunta Kinteh Island, in Juffure und in Janjanbureh (früher Georgetown) zu finden. Von der Lamin Lodge lässt sich gut das Ökosystem Mangrovenwald im Tanbi Wetland Complex beobachten. Der Abuko Nature Reserve zeigt anschaulich einen Galeriewald. Schwer erreichbar ist das Mungo Park Memorial bei Karantaba Tenda.
Größtenteils ungeklärt sind noch die Herkunft und der Zweck der megalithischen Steinkreise von Wassu. Ähnliche Anlagen sind in der gesamten Region zu finden.

### Feiertage
Die elf gesetzlichen Feiertage gründen sich auf die beiden Nationalfeiertage am 18. Februar (Independence Day) und am 22. Juli (Republic Day) und die religiösen Feiertage der beiden größten im Land vertretenen Religionen. Trotz der Mehrheit der muslimischen Bevölkerung haben die christlichen Feiertage ihren Platz, dies liegt begründet in der britischen Kolonialgeschichte.
Der Sonntag ist seit der Kolonialzeit wöchentlicher Ruhetag. Fällt ein Feiertag auf einen Sonntag, so wird er auf den folgenden Montag verschoben, der dann arbeitsfrei ist.
Der Freitag ist der Gebetstag der Muslime, Strenggläubige halten nach dem Mittagsgebet am Freitag ihre Geschäfte geschlossen.